# Medaliści Letnich Igrzysk Olimpijskich 2012
Lista ta przedstawia wszystkich medalistów Letnich Igrzysk Olimpijskich 2012, odbywających się w Londynie, w dniach 27 lipca – 12 sierpnia.
Około 10 500 sportowców rywalizowało w 26 dyscyplinach i 302 konkurencjach. Reprezentacje: Bahrajnu, Botswany, Cypru, Czarnogóry, Gabonu, Grenady oraz Gwatemali zdobyły w Londynie swoje pierwsze olimpijskie medale w historii.
W boksie, judo, taekwondo i zapasach zawodnicy otrzymali dwa brązowe medale w każdej kategorii wagowej. Dwa srebrne medale (nie przyznano brązowego medalu) zostały przyznane za remis i drugie miejsce podczas pływania stylem dowolnym mężczyzn na dystansie 200 metrów oraz 100 metrów stylem motylkowym. Dwa brązowe medale zostały przyznane za trzecie miejsce w męskich zawodach rowerowych, trzy brązowe medale zostały przyznane za potrójne trzecie miejsce w skoku wzwyż mężczyzn.
Po zakończeniu igrzysk, zdyskwalifikowano zwyciężczynię w pchnięciu kulą kobiet, Nadzieję Astapczuk i odebrano jej złoty medal. W związku z tym, złoto otrzymała reprezentantka Nowej Zelandii, srebro Rosjanka, a brąz Chinka. Również zwyciężczyni rzutu mlotem kobiet Tatjana Łysienko została zdyskwalifikowana, złoty medal otrzymała Polka, srebrny Niemka, a brązowy Chinka.
Medal (brązowy) odebrano także uzbeckiemu zapaśnikowi, Soslanowi Tigiyevowi.

## Badminton

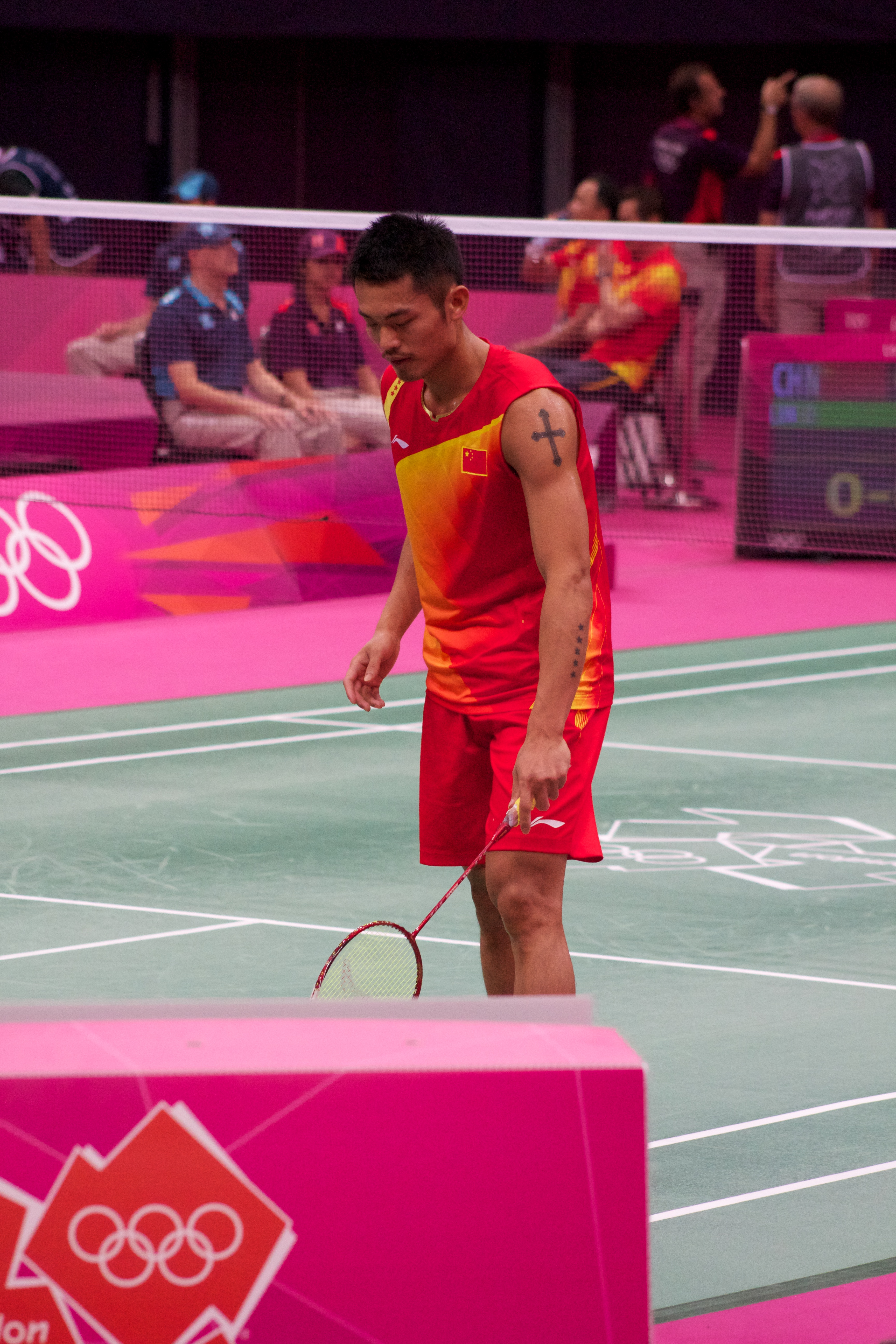
Lin Dan – złoty medalista w grze pojedynczej mężczyzn (badminton)

| Konkurencja             | Złoto                       | Srebro                             | Brąz                                      |
| Gra pojedyncza mężczyzn | Lin Dan (CHN)               | Lee Chong Wei (MYS)                | Chen Long (CHN)                           |
| Gra pojedyncza kobiet   | Li Xuerui (CHN)             | Wang Yihan (CHN)                   | Saina Nehwal (IND)                        |
| Gra podwójna mężczyzn   | Cai Yun Fu Haifeng (CHN)    | Mathias Boe Carsten Mogensen (DNK) | Jung Jae-sung Lee Yong-dae (KOR)          |
| Gra podwójna kobiet     | Tian Qing Zhao Yunlei (CHN) | Mizuki Fujii Reika Kakiiwa (JPN)   | Walerija Sorokina Nina Wisłowa (RUS)      |
| Gra mieszana            | Zhang Nan Zhao Yunlei (CHN) | Xu Chen Ma Jin (CHN)               | Joachim Fischer Christinna Pedersen (DNK) |

## Boks

### Mężczyźni

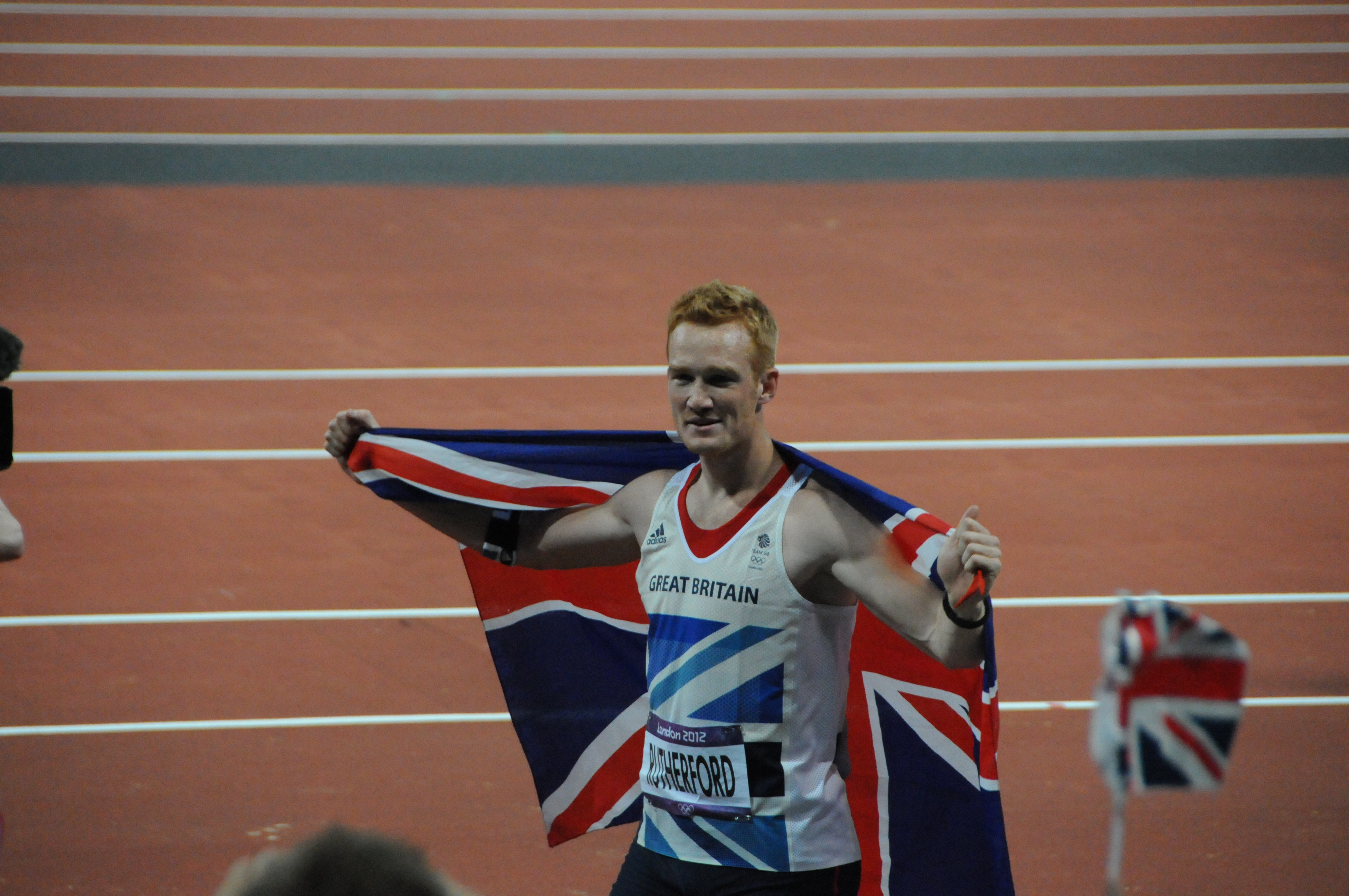
Greg Rutherford po zdobyciu złota w skoku w dal

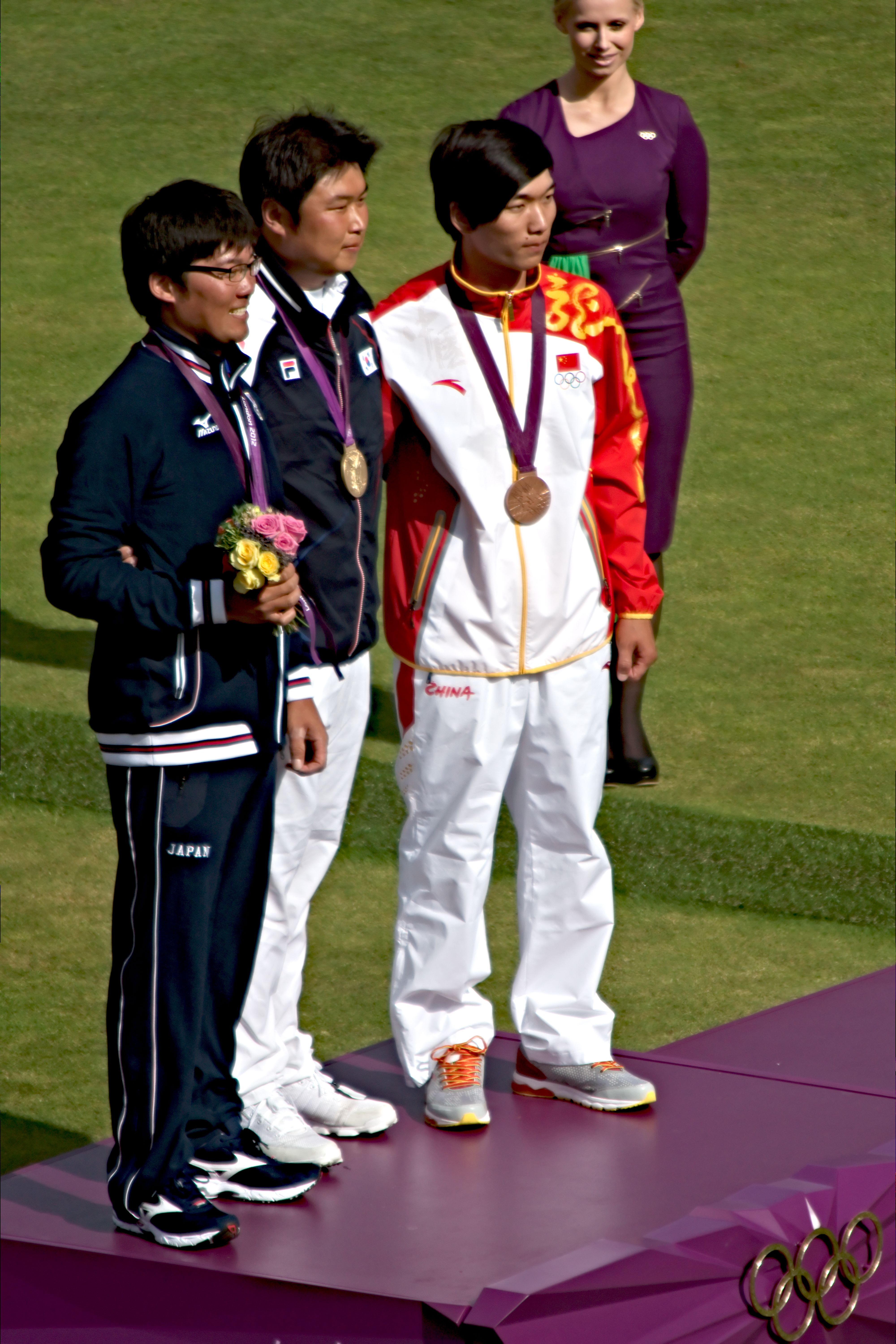
Medaliści konkursu indywidualnego w łucznictwie mężczyzn

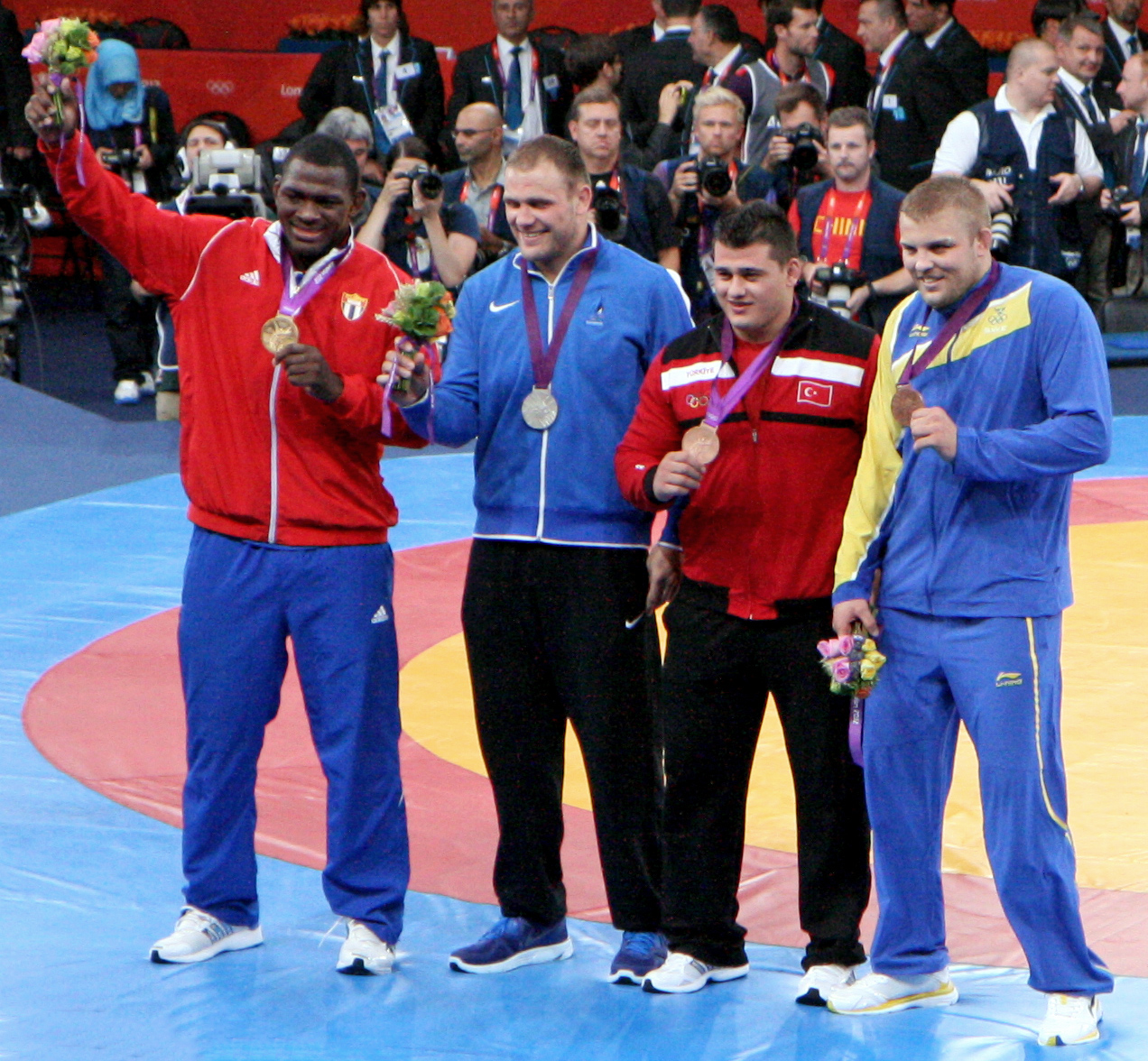
Medaliści w kategorii do 120 kg stylem klasycznym

| Konkurencja          | Złoto                  | Srebro                          | Brąz                                                       |
| waga papierowa       | Zou Shiming (CHN)      | Kaeo Pongprayoon (THA)          | Paddy Barnes (IRL) Dawid Ajrapetian (RUS)                  |
| waga musza           | Robeisy Ramírez (CUB)  | Njambajaryn Tögscogt (MNG)      | Misza Ałojan (RUS) Michael Conlan (IRL)                    |
| waga kogucia         | Luke Campbell (GBR)    | John Joe Nevin (IRL)            | Lázaro Álvarez (CUB) Satoshi Shimizu (JPN)                 |
| waga lekka           | Wasyl Łomaczenko (UKR) | Han Soon-chul (KOR)             | Yasniel Toledo (CUB) Evaldas Petrauskas (LTU)              |
| waga lekkopółśrednia | Roniel Iglesias (CUB)  | Denys Berinczyk (UKR)           | Vincenzo Mangiacapre (MEX) Uranczimegijn Mönch-Erden (MGL) |
| waga półśrednia      | Seryk Säpijew (KAZ)    | Fred Evans (GBR)                | Taras Szełestiuk (UKR) Andriej Zamkowoj (RUS)              |
| waga średnia         | Ryōta Murata (JPN)     | Esquiva Falcão Florentino (BRA) | Anthony Ogogo (GBR) Abbos Atoyev (UZB)                     |
| waga półciężka       | Jegor Miechoncew (RUS) | Ädylbek Nijazymbetow (KAZ)      | Yamaguchi Falcão (BRA) Ołeksandr Hwozdyk (UKR)             |
| waga ciężka          | Ołeksandr Usyk (UKR)   | Clemente Russo (ITA)            | Terweł Pulew (BUL) Teymur Məmmədov (AZE)                   |
| waga superciężka     | Anthony Joshua (GBR)   | Roberto Cammarelle (ITA)        | Məhəmmədrəsul Məcidov (AZE) Iwan Dyczko (KAZ)              |

### Kobiety

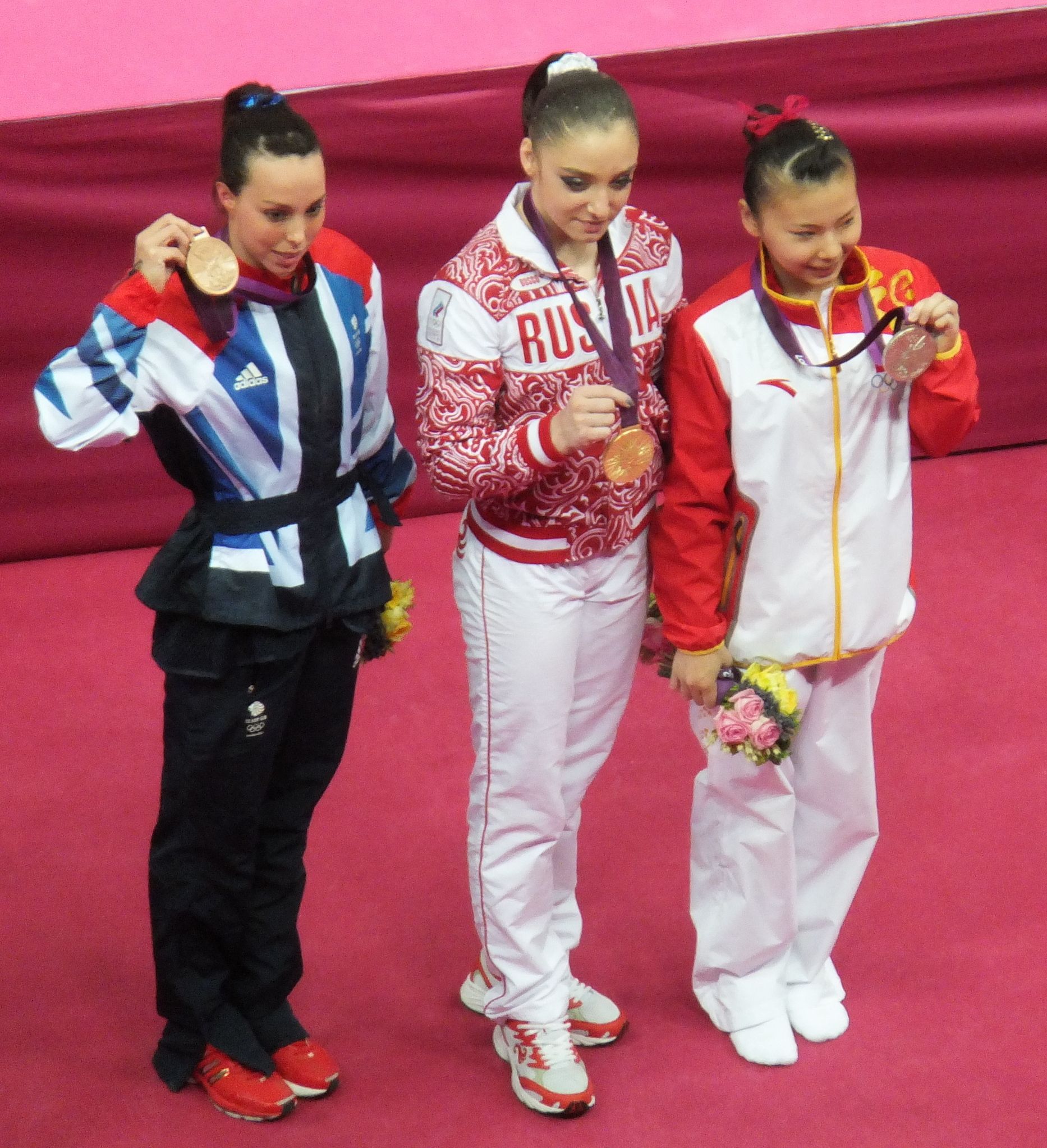
Medalistki ćwiczeń na poręczach

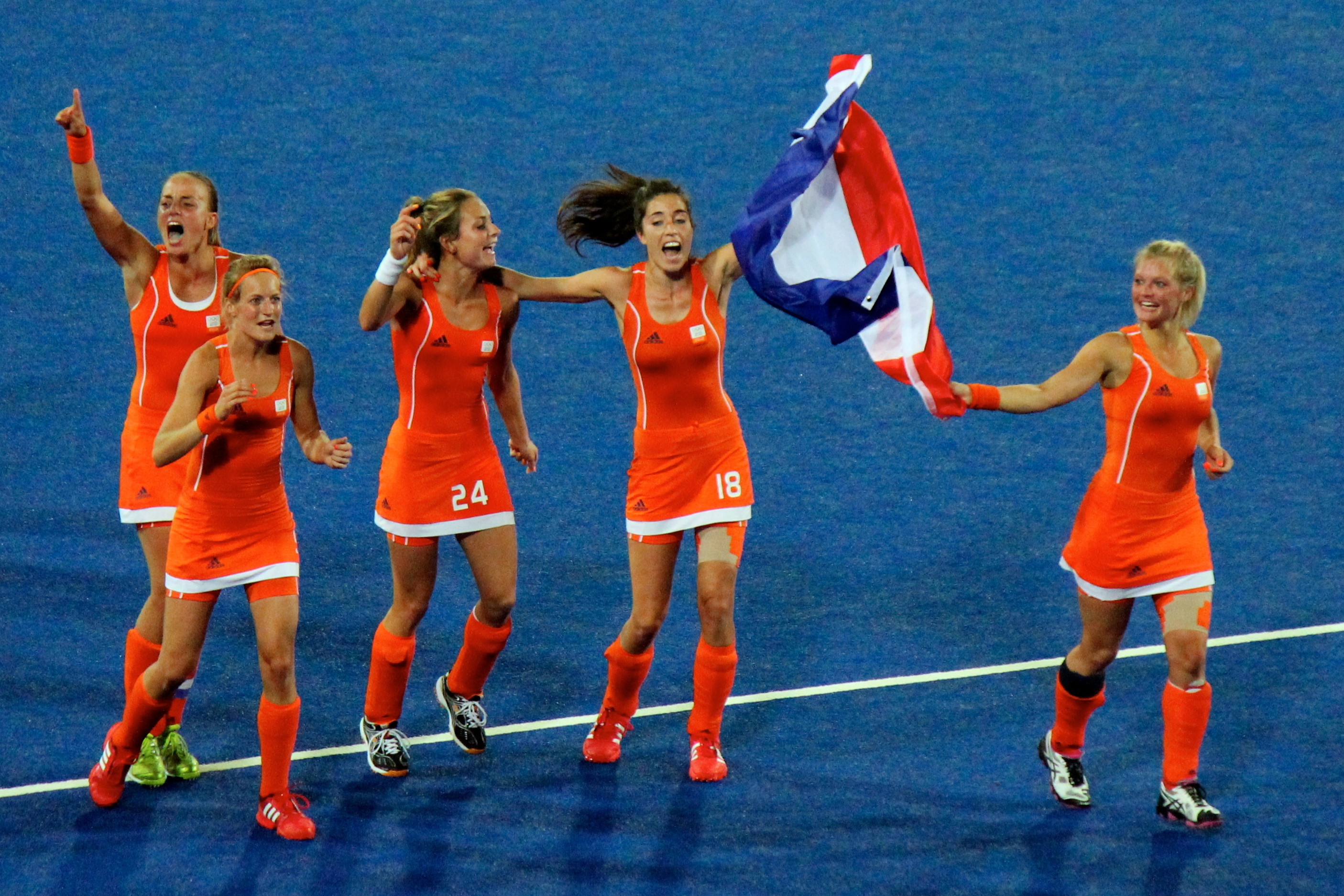
Holenderki cieszące się po zdobyciu złotego medalu w hokeju na trawie

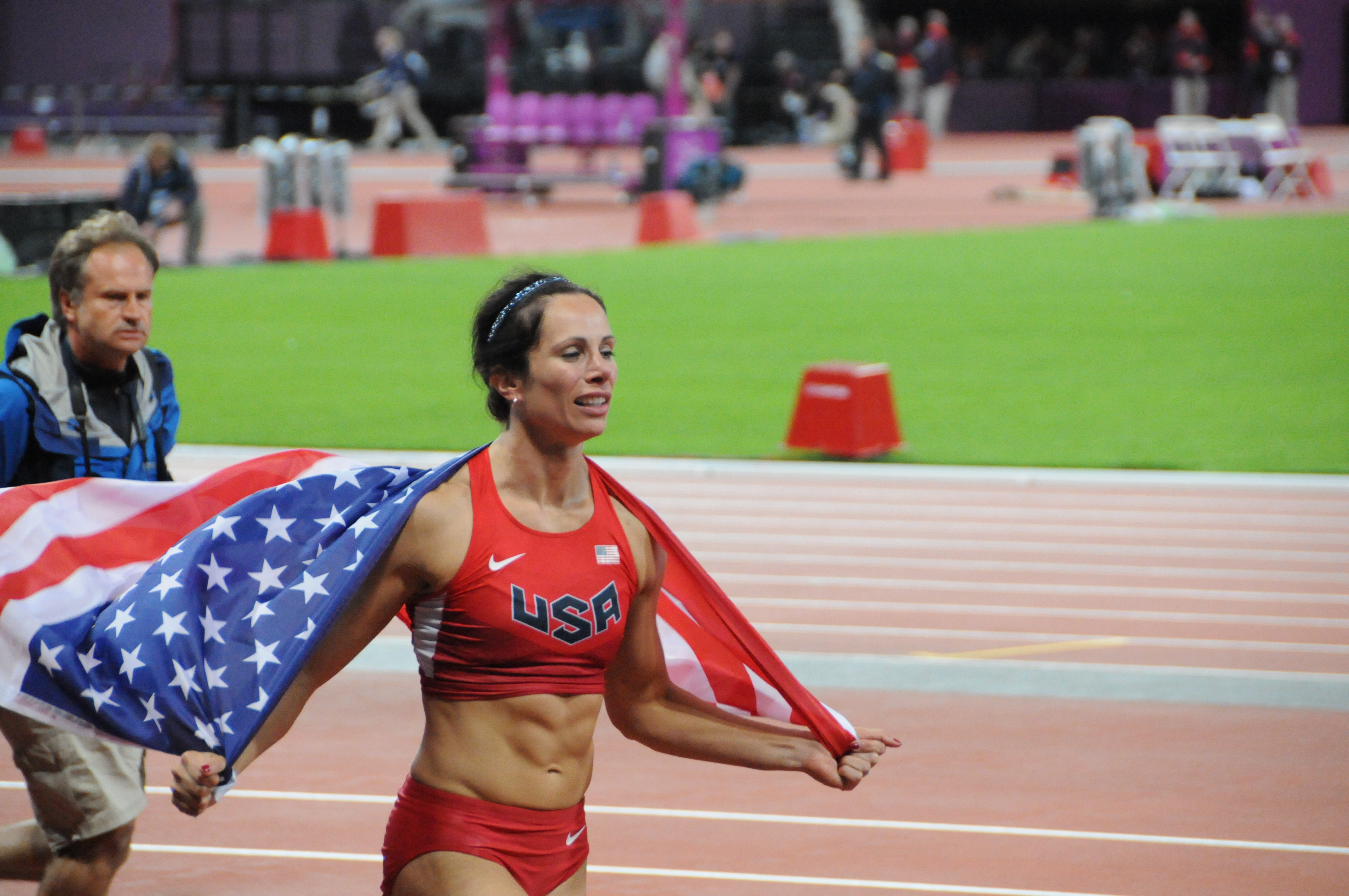
Jennifer Suhr ciesząca się ze zdobycia złotego medalu w skoku o tyczce

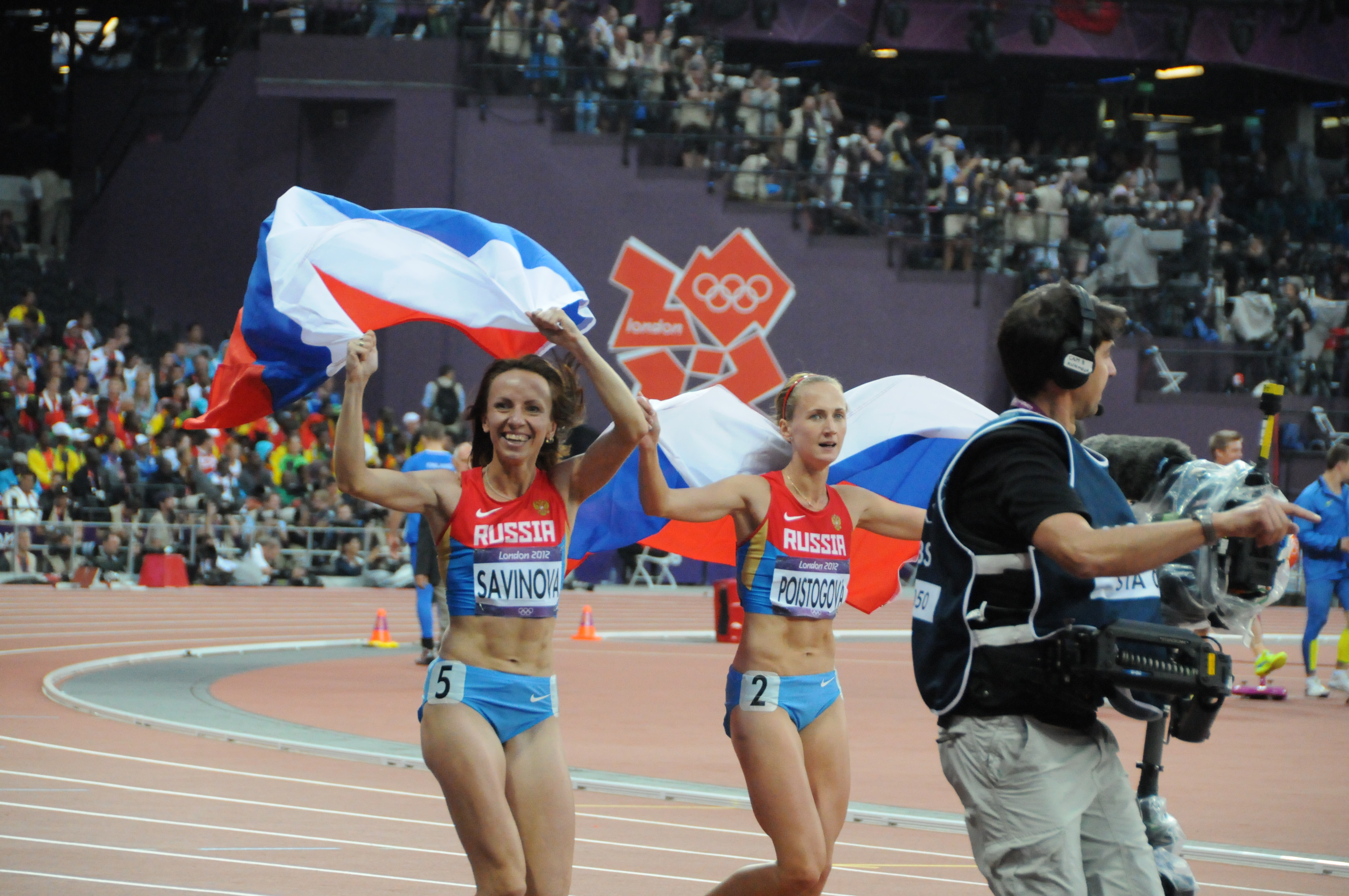
Marija Sawinowa i Jekatierina Poistogowa po biegu na 800 metrów

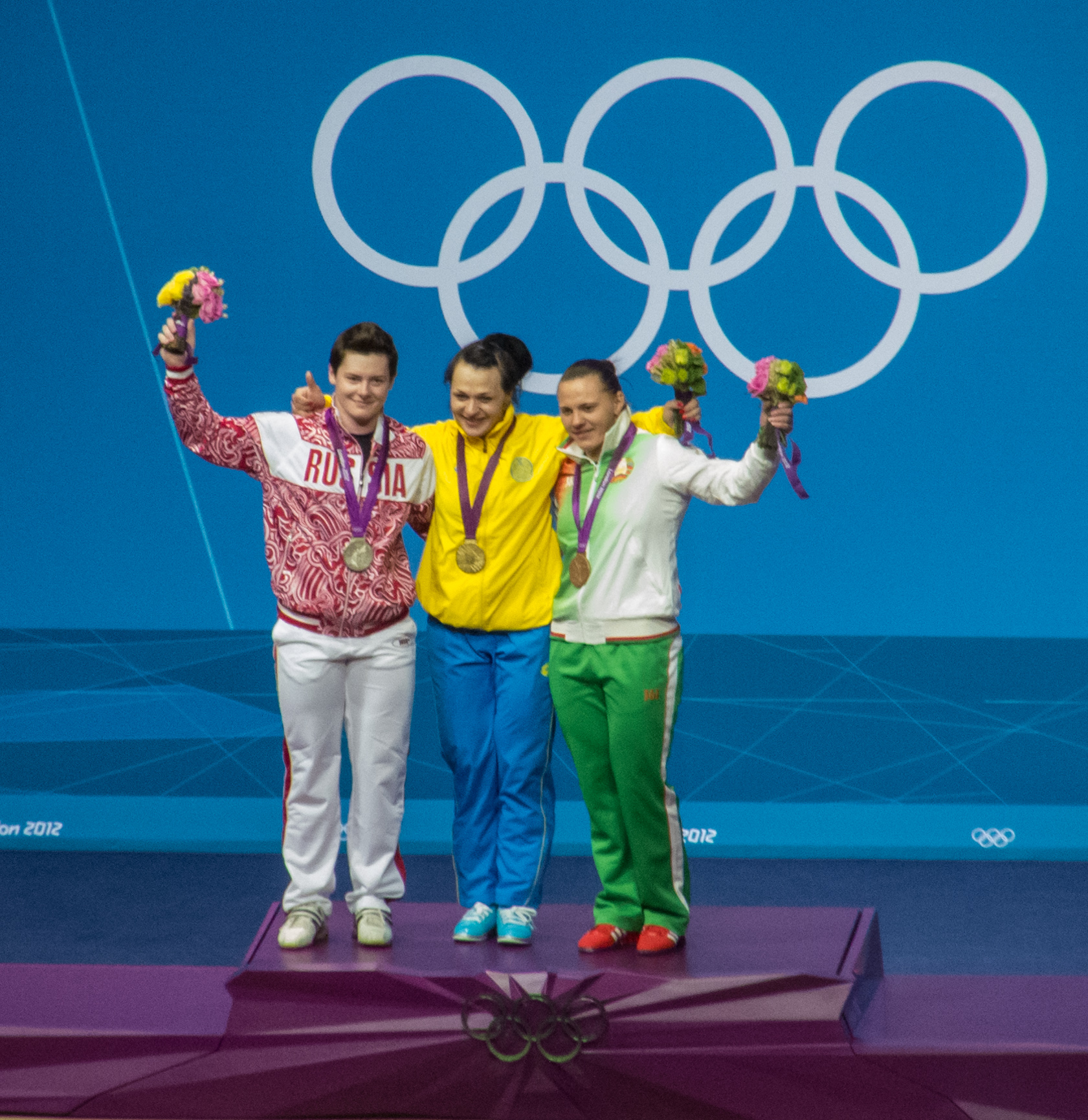
Medalistki w kategorii wagowej do 75 kg

| Konkurencja  | Złoto                  | Srebro                   | Brąz                                         |
| waga musza   | Nicola Adams (GBR)     | Ren Cancan (CHN)         | Mary Kom (IND) Marlen Esparza (USA)          |
| waga lekka   | Katie Taylor (IRL)     | Sofja Oczigawa (RUS)     | Mawzuna Czorijewa (TJK) Adriana Araújo (BRA) |
| waga średnia | Claressa Shields (USA) | Nadieżda Torłopowa (RUS) | Marina Wolnowa (KAZ) Li Jinzi (CHN)          |

## Gimnastyka

### Gimnastyka sportowa

#### Mężczyźni
| Konkurencja                 | Złoto                                                 | Wynik   | Srebro                                                              | Wynik   | Brąz                                                                       | Wynik   |
| Ćwiczenia wolne             | Zou Kai                                               | 15.833  | Kōhei Uchimura                                                      | 15.766  | Dienis Ablazin                                                             | 15.666  |
| Ćwiczenia na koniu z łękami | Krisztián Berki                                       | 16.066  | Louis Smith                                                         | 16.066  | Max Whitlock                                                               | 15.600  |
| Ćwiczenia na kółkach        | Arthur Zanetti                                        | 15.900  | Chen Yibing                                                         | 15.800  | Matteo Morandi                                                             | 15.733  |
| Ćwiczenia na poręczach      | Feng Zhe                                              | 15.966  | Marcel Nguyen                                                       | 15.800  | Hamilton Sabot                                                             | 15.566  |
| Ćwiczenia na drążku         | Epke Zonderland                                       | 16.533  | Fabian Hambüchen                                                    | 16.400  | Zou Kai                                                                    | 16.366  |
| Skoki                       | Yang Hak-seon                                         | 16.533  | Dienis Ablazin                                                      | 16.399  | Ihor Radiwiłow                                                             | 16.316  |
| Wielobój indywidualny       | Kōhei Uchimura                                        | 92.690  | Marcel Nguyen                                                       | 91.031  | Danell Leyva                                                               | 90.698  |
| Wielobój drużynowy          | Chiny · Chen Y., Feng Z., Guo W., · Zhang Ch., Zou K. | 275.977 | Japonia · R. Katō, K. Tanaka, Y. Tanaka, · K. Uchimura, K. Yamamuro | 271.952 | Wielka Brytania · S. Oldham, D. Purvis, L. Smith, · K. Thomas, M. Whitlock | 271.771 |

#### Kobiety
| Konkurencja             | Złoto                                                                           | Wynik   | Srebro                                                                    | Wynik   | Brąz                                                                       | Wynik   |
| Ćwiczenia wolne         | Alexandra Raisman                                                               | 15.600  | Catalina Ponor                                                            | 15.200  | Alija Mustafina                                                            | 14.900  |
| Ćwiczenia na poręczach  | Alija Mustafina                                                                 | 16.133  | He Kexin                                                                  | 15.933  | Elizabeth Tweddle                                                          | 15.916  |
| Ćwiczenia na równoważni | Deng Linlin                                                                     | 15.600  | Sui Lu                                                                    | 15.500  | Alexandra Raisman                                                          | 15.066  |
| Skoki                   | Sandra Izbașa                                                                   | 15.191  | McKayla Maroney                                                           | 15.083  | Marija Pasieka                                                             | 15.050  |
| Wielobój indywidualny   | Gabrielle Douglas                                                               | 62.232  | Wiktorija Komowa                                                          | 61.973  | Alija Mustafina                                                            | 59.566  |
| Wielobój drużynowy      | Stany Zjednoczone · G. Douglas, Mc K. Maroney, A. Raisman, · K. Ross, J. Wieber | 183.596 | Rosja · K. Afanasjewa, A. Griszyna, W. Komowa, · A. Mustafina, M. Pasieka | 178.530 | Rumunia · D.L. Bulimar, D.M. Chelaru, · L.A. Iordache, S. Izbașa, C. Ponor | 176.414 |

### Gimnastyka artystyczna

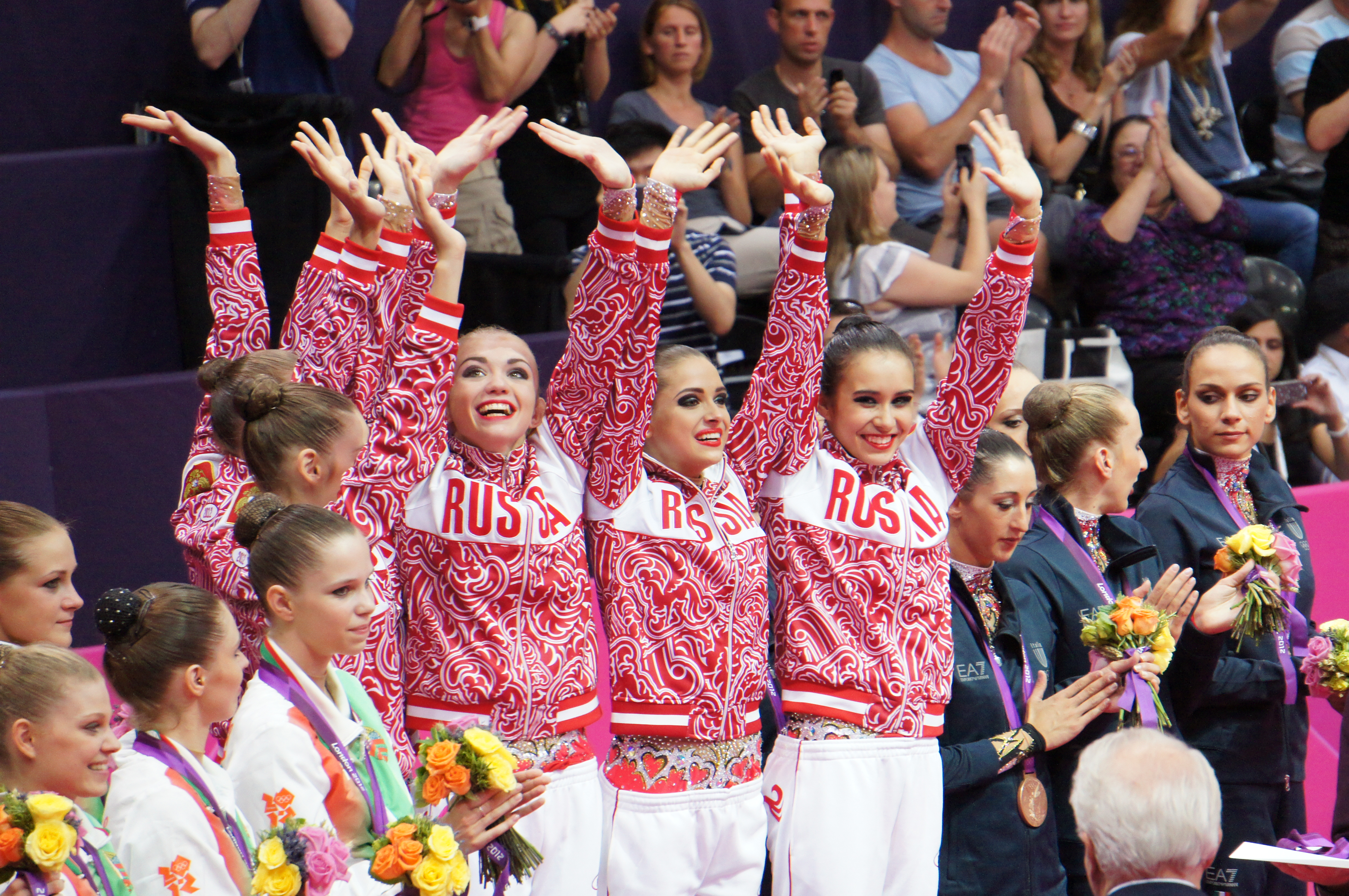
Rosyjska drużyna w gimnastyce artystycznej po zdobyciu złotego medalu

| Konkurencja           | Złoto                                                                                            | Wynik   | Srebro                                                                                             | Wynik   | Brąz                                                                                    | Wynik   |
| Wielobój indywidualny | Jewgienija Kanajewa                                                                              | 116.900 | Darja Dmitrijewa                                                                                   | 114.500 | Liubou Czarkaszyna                                                                      | 111.700 |
| Zawody drużynowe      | Rosja · A. Blizniuk, U. Donskowa, · K. Dudkina, A. Makarienko, · A. Nazarienko, K. Siewastjanowa | 57.000  | Białoruś · M. Hanczarowa, A. Iwankowa, · N. Leszczyk, A. Narkiewicz, · K. Sankowicz, A. Tumiłowicz | 55.500  | Włochy · E. Blanchi, R. Laurito, · M. Pagnini, E. Santoni, · A. Savrajuk, A. Stefanescu | 55.450  |

### Skoki na trampolinie
| Konkurencja | Złoto               | Wynik  | Srebro          | Wynik  | Brąz        | Wynik  |
| Mężczyźni   | Dong Dong           | 62.990 | Dmitrij Uszakow | 61.769 | Lu Chunlong | 61.319 |
| Kobiety     | Rosannagh MacLennan | 57.305 | Huang Shanshan  | 56.730 | He Wenna    | 55.950 |

## Hokej na trawie

### Mężczyźni
| Złoto | Srebro | Brąz |
| NiemcyMaximilian Müller Martin Häner Oskar Deecke Christopher Wesley Moritz Fürste Tobias Hauke Jan Philipp Rabente Benjamin Weß Timo Weß Oliver Korn Christopher Zeller Max Weinhold Matthias Witthaus Florian Fuchs Philipp Zeller Thilo Stralkowski | HolandiaJaap Stockmann Klaas Vermeulen Marcel Balkestein Wouter Jolie Billy Bakker Roderick Weusthof Robbert Kemperman Sander Baart Teun de Nooijer Floris Evers Bob de Voogd Sander de Wijn Rogier Hofman Robert van der Horst Valentin Verga Mink van der Weerden | AustraliaJamie Dwyer Liam De Young Simon Orchard Glenn Turner Christopher Ciriello Matthew Butturini Mark Knowles Russell Ford Edward Ockenden Joel Carroll Matt Gohdes Timothy Deavin Matthew Swann Nathan Burgers Kieran Govers Fergus Kavanagh |

### Kobiety
| Złoto | Srebro | Brąz |
| HolandiaJoyce Sombroek Kitty van Male Carlien Dirkse van den Heuvel Kelly Jonker Maartje Goderie Lidewij Welten Caia can Maaskker Maartje Paumen Naomi van As Ellen Hoog Sophie Polkamp Kim Lammers Eva de Goede Marilyn Agliotti Merel de Blaeij Margot van Geffen | ArgentynaLaura Del Colle Rosario Luchetti Macarena Rodriguez Perez Martina Cavallero Luciana Aymar Carla Rebecchi Delfina Merino Florencia Habif Rocio Sanchez Moccia Daniela Sruoga Sofia Maccari Mariela Scarone Silvina D’Elia Noel Barrionuevo Josefina Sruoga Florencia Mutio | Wielka BrytaniaElizabeth Storry Emily Maguire Laura Unsworth Crista Cullen Hannah Macleod Anne Panter Helen Richardson Kate Walsh Chloe Walsh Laura Bartlett Alex Danson Georgie Twigg Ashleigh Ball Sally Walton Nicola White Sarah Thomas |

## Jeździectwo
| Konkurencja              | Złoto                                                                                  | Rezultat | Srebro                                                                                         | Rezultat | Brąz | Rezultat |
| Skoki indywidualnie      | Steve Guerdat                                                                          |          | Gerco Schröder                                                                                 |          | Cian O’Connor                                                                                             |          |
| Skoki drużynowe          | Wielka Brytania · Scott Brash · Peter Charles · Ben Maher · Nick Skelton               | 8 + 0    | Holandia · Marc Houtzager · Gerco Schröder · Maikel Van Der Vleuten · Jur Vrieling             | 8 + 4    | Arabia Saudyjska · Ramzy Al Duhami · Kamal Bahamdan · Abdullah Waleed Sharbatly · Książę Abdullah Al Saud | 14       |
| Ujeżdżenie indywidualnie | Charlotte Dujardin                                                                     | 90.089   | Adelinde Cornelissen                                                                           | 88.196   | Laura Bechtolscheimer                                                                                     | 84.339   |
| Ujeżdżenie drużynowe     | Wielka Brytania · Carl Hester · Laura Bechtolsheimer · Charlotte Dujardin              | 79.979   | Niemcy · Dorothee Schneider · Kristina Sprehe · Helen Langehanenberg                           | 78.216   | Holandia · Anky van Grunsven · Edward Gal · Adelinde Cornelissen                                          | 77.124   |
| WKKW indywidualnie       | Michael Jung                                                                           | 40.60    | Sara Algotsson Ostholt                                                                         | 43.30    | Sandra Auffarth                                                                                           | 44.80    |
| WKKW drużynowe           | Niemcy · Peter Thomsen · Dirk Schrade · Ingrid Klimke · Sandra Auffarth · Michael Jung | 119.10   | Wielka Brytania · Nicola Wilson · Mary King · Zara Phillips · Kristina Cook · William Fox-Pitt | 127.00   | Nowa Zelandia · Jonelle Richards · Jonathan Paget · Caroline Powell · Andrew Nicholson · Mark Todd        | 128.20   |

## Judo

### Mężczyźni
| Konkurencja    | Złoto                       | Srebro                        | Brąz                                             |
| do 60 kg       | Arsen Gałstian (RUS)        | Hiroaki Hiraoka (JPN)         | Felipe Kitadai (BRA) Rishod Sobirov (UZB)        |
| do 66 kg       | Lasza Szawdatuaszwili (GEO) | Miklós Ungvári (HUN)          | Cho Jun-ho (KOR) Masashi Ebinuma (JPN)           |
| do 73 kg       | Mansur Isajew (RUS)         | Riki Nakaya (JPN)             | Ugo Legrand (FRA) Sajndżarglyn Njam-Oczir (MNG)  |
| do 81 kg       | Kim Jae-bum (KOR)           | Ole Bischof (DEU)             | Iwan Nifontow (RUS) Antoine Valois-Fortier (CAN) |
| do 90 kg       | Song Dae-nam (KOR)          | Asley González (CUB)          | Ilias Iliadis (GRC) Masashi Nishiyama (JPN)      |
| do 100 kg      | Tagir Chajbułajew (RUS)     | Najdangijn Tüwszinbajar (MGL) | Dimitri Peters (DEU) Henk Grol (NLD)             |
| powyżej 100 kg | Teddy Riner (FRA)           | Aleksandr Michajlin (RUS)     | Rafael Silva (BRA) Andreas Tölzer (DEU)          |

### Kobiety
| Konkurencja   | Złoto                 | Srebro                        | Brąz                                            |
| do 48 kg      | Sarah Menezes (BRA)   | Alina Alexandra Dumitru (ROU) | Éva Csernoviczky (HUN) Charline Van Snick (BEL) |
| do 52 kg      | An Kum-ae (PRK)       | Yanet Bermoy (CUB)            | Rosalba Forciniti (ITA) Priscilla Gneto (FRA)   |
| do 57 kg      | Kaori Matsumoto (JPN) | Corina Căprioriu (ROU)        | Marti Malloy (USA) Automne Pavia (FRA)          |
| do 63 kg      | Urška Žolnir (SLO)    | Xu Lili (CHN)                 | Gévrise Émane (FRA) Yoshie Ueno (JPN)           |
| do 70 kg      | Lucie Décosse (FRA)   | Kerstin Thiele (DEU)          | Edith Bosch (NLD) Yuri Alvear (COL)             |
| do 78 kg      | Kayla Harrison (USA)  | Gemma Gibbons (GBR)           | Mayra Aguiar (BRA) Audrey Tcheuméo (FRA)        |
| powyżej 78 kg | Idalys Ortíz (CUB)    | Mika Sugimoto (JPN)           | Tong Wen (CHN) Karina Bryant (GBR)              |

## Kajakarstwo

### Kajakarstwo klasyczne

#### Mężczyźni

##### Kanadyjki
| Konkurencja | Złoto                          | Rezultat | Srebro                                   | Rezultat | Brąz                                 | Rezultat |
| C-1 200 m   | Jurij Czeban                   | 42.291   | Jewgenij Szuklin                         | 42.729   | Iwan Sztyl                           | 42.853   |
| C-1 1000 m  | Sebastian Brendel              | 3:47.176 | David Cal                                | 3:48.053 | Mark Oldershaw                       | 3:48.502 |
| C-2 1000 m  | Peter Kretschmer Kurt Kuschela | 3:33.804 | Andrej Bahdanowicz Alaksandr Bahdanowicz | 3:35.206 | Aleksiej Korowaszkow Ilja Pierwuchin | 3:36.414 |

##### Kajaki
| Konkurencja | Złoto                                                              | Rezultat | Srebro                                                               | Rezultat | Brąz                                                             | Rezultat |
| K-1 200 m   | Ed McKeever                                                        | 36.246   | Saúl Craviotto                                                       | 36.540   | Mark de Jonge                                                    | 36.657   |
| K-1 1000 m  | Eirik Verås Larsen                                                 | 3:26.462 | Adam van Koeverden                                                   | 3:27.170 | Max Hoff                                                         | 3:27.759 |
| K-2 200 m   | Jurij Postrigaj Aleksandr Djaczenko                                | 33.507   | Raman Piatruszenka Wadzim Machnieu                                   | 34.266   | Liam Heath Jon Schofield                                         | 34.421   |
| K-2 1000 m  | Rudolf Dombi Roland Kökény                                         | 3:09.646 | Fernando Pimenta Emanuel Silva                                       | 3:09.699 | Martin Hollstein Andreas Ihle                                    | 3:10.117 |
| K-4 1000 m  | Australia · Tate Smith · Dave Smith · Murray Stewart · Jacob Clear | 2:55.085 | Węgry · Zoltán Kammerer · Dávid Tóth · Tamás Kulifai · Dániel Pauman | 2:55.699 | Czechy · Daniel Havel · Lukáš Trefil · Josef Dostál · Jan Štĕrba | 2:55.850 |

#### Kobiety

##### Kajaki
| Konkurencja | Złoto                                                                       | Rezultat | Srebro                                                                              | Rezultat | Brąz                                                                             | Rezultat |
| K-1 200 m   | Lisa Carrington                                                             | 44.638   | Inna Osypenko-Radomska                                                              | 45.053   | Natasa Douchev-Janics                                                            | 45.128   |
| K-1 500 m   | Danuta Kozák                                                                | 1:51.456 | Inna Osypenko-Radomska                                                              | 1:52.685 | Bridgitte Hartley                                                                | 1:52.923 |
| K-2 500 m   | Tina Dietze Franziska Weber                                                 | 1:42.213 | Katalin Kovács Natasa Douchev-Janics                                                | 1:43.278 | Karolina Naja Beata Mikołajczyk                                                  | 1:44.000 |
| K-4 500 m   | Węgry · Gabriella Szabó · Danuta Kozák · Katalin Kovács · Krisztina Fazekas | 1:30.827 | Niemcy · Carolin Leonhardt · Franziska Weber · Katrin Wagner-Augustin · Tina Dietze | 1:31.298 | Białoruś · Iryna Pamiałowa · Nadzieja Papok · Wolha Chudzienka · Maryna Pautaran | 1:31.298 |

### Kajakarstwo górskie

#### Mężczyźni
| Konkurencja | Złoto                         | Rezultat | Srebro                          | Rezultat | Brąz                                  | Rezultat |
| K-1         | Daniele Molmenti              | 93.43    | Vavřinec Hradilek               | 94.78    | Hannes Aigner                         | 94.92    |
| C-1         | Tony Estanguet                | 97.06    | Sideris Tasiadis                | 98.09    | Michal Martikán                       | 98.31    |
| C-2         | Timothy Baillie Etienne Stott | 106.41   | David Florence Richard Hounslow | 106.77   | Pavol Hochschorner Peter Hochschorner | 108.28   |

#### Kobiety
| Konkurencja | Złoto      | Rezultat | Srebro      | Rezultat | Brąz              | Rezultat |
| K-1         | Émilie Fer | 106.51   | Jessica Fox | 106.57   | Maialen Chourraut | 107.90   |

## Kolarstwo

### Kolarstwo szosowe

#### Kobiety
| Konkurencja                            | Złoto             | Czas     | Srebro               | Czas     | Brąz             | Czas     |
| Jazda indywidualna na czas (szczegóły) | Kristin Armstrong | 37:34.82 | Judith Arndt         | 37:50.29 | Olga Zabielinska | 37:57.35 |
| Wyścig ze startu wspólnego (szczegóły) | Marianne Vos      | 3:35:29  | Elizabeth Armitstead | 3:35:29  | Olga Zabielinska | 3:35:31  |

#### Mężczyźni
| Konkurencja                            | Złoto               | Czas     | Srebro         | Czas     | Brąz               | Czas     |
| Jazda indywidualna na czas (szczegóły) | Bradley Wiggins     | 50:39.54 | Tony Martin    | 51:21.54 | Chris Froome       | 51:47.87 |
| Wyścig ze startu wspólnego (szczegóły) | Aleksandr Winokurow | 5:45:57  | Rigoberto Urán | 5:45:57  | Alexander Kristoff | 5:46:05  |

### Kolarstwo torowe

#### Kobiety
| Konkurencja                                           | Złoto                                                        | Rezultat | Srebro                                                       | Rezultat | Brąz                                                     | Rezultat |
| Sprint (szczegóły)                                    | Anna Meares                                                  |          | Victoria Pendleton                                           |          | Guo Shuang                                               |          |
| Keirin (szczegóły)                                    | Victoria Pendleton                                           |          | Guo Shuang                                                   |          | Lee Wai Sze                                              |          |
| Omnium (szczegóły)                                    | Laura Trott                                                  | 18 pkt   | Sarah Hammer                                                 | 19 pkt   | Annette Edmondson                                        | 24 pkt   |
| Sprint drużynowy (szczegóły)                          | Niemcy · K. Vogel, M. Welte                                  | 32.798   | Chiny · Gong J., Guo S.                                      | –        | Australia · K. McCulloch, A. Meares                      | 32.727   |
| Wyścig drużynowy na 3000 m na dochodzenie (szczegóły) | Wielka Brytania · Danielle King, Laura Trott, Joanna Rowsell | 3.14.051 | Stany Zjednoczone · Sarah Hammer, Dotsie Bausch, Jennie Reed | 3.19.727 | Kanada · Tara Whitten, Gillian Carleton, Jasmin Glaesser | 3.17.915 |

#### Mężczyźni
| Konkurencja                                           | Złoto                                                           | Rezultat | Srebro                                                      | Rezultat | Brąz                                                      | Rezultat |
| Sprint (szczegóły)                                    | Jason Kenny                                                     |          | Grégory Baugé                                               |          | Shane Perkins                                             |          |
| Keirin (szczegóły)                                    | Chris Hoy                                                       |          | Maximilian Levy                                             |          | Simon van Velthooven Teun Mulder                          |          |
| Omnium (szczegóły)                                    | Lasse Norman Hansen                                             | 27 pkt   | Bryan Coquard                                               | 29 pkt   | Edward Clancy                                             | 30 pkt   |
| Sprint drużynowy (szczegóły)                          | Wielka Brytania · P. Hindes, Ch. Hoy, J. Kenny                  | 42.600   | Francja · G. Baugé, M. D’Almeida, K. Sireau                 | 43.013   | Niemcy · R. Enders, R. Förstemann, M. Levy                | 43.209   |
| Wyścig drużynowy na 4000 m na dochodzenie (szczegóły) | Wielka Brytania · E. Clancy, G. Thomas, · S. Burke, P. Kennaugh | 3.51.659 | Australia · J. Bobridge, G. O’Shea, · R. Dennis, M. Hepburn | 3.54.581 | Nowa Zelandia · S. Bewley, M. Ryan, · J. Sergent, A. Gate | 3.55.952 |

### Kolarstwo górskie

#### Kobiety
| Konkurencja               | Złoto         | Czas    | Srebro       | Czas    | Brąz          | Czas    |
| Cross-country (szczegóły) | Julie Bresset | 1:30:52 | Sabine Spitz | 1:31:54 | Georgia Gould | 1:32:00 |

#### Mężczyźni
| Konkurencja               | Złoto            | Czas    | Srebro        | Czas    | Brąz                  | Czas    |
| Cross-country (szczegóły) | Jaroslav Kulhavý | 1:29:07 | Nino Schurter | 1:29:08 | Marco Aurelio Fontana | 1:29:32 |

### Kolarstwo BMX

#### Kobiety
| Konkurencja     | Złoto         | Czas   | Srebro       | Czas   | Brąz           | Czas   |
| BMX (szczegóły) | Mariana Pajón | 37.706 | Sarah Walker | 38.133 | Laura Smulders | 38.231 |

#### Mężczyźni
| Konkurencja     | Złoto            | Czas   | Srebro         | Czas   | Brąz           | Czas   |
| BMX (szczegóły) | Māris Štrombergs | 37.576 | Sam Willoughby | 37.929 | Carlos Oquendo | 38.251 |

## Koszykówka

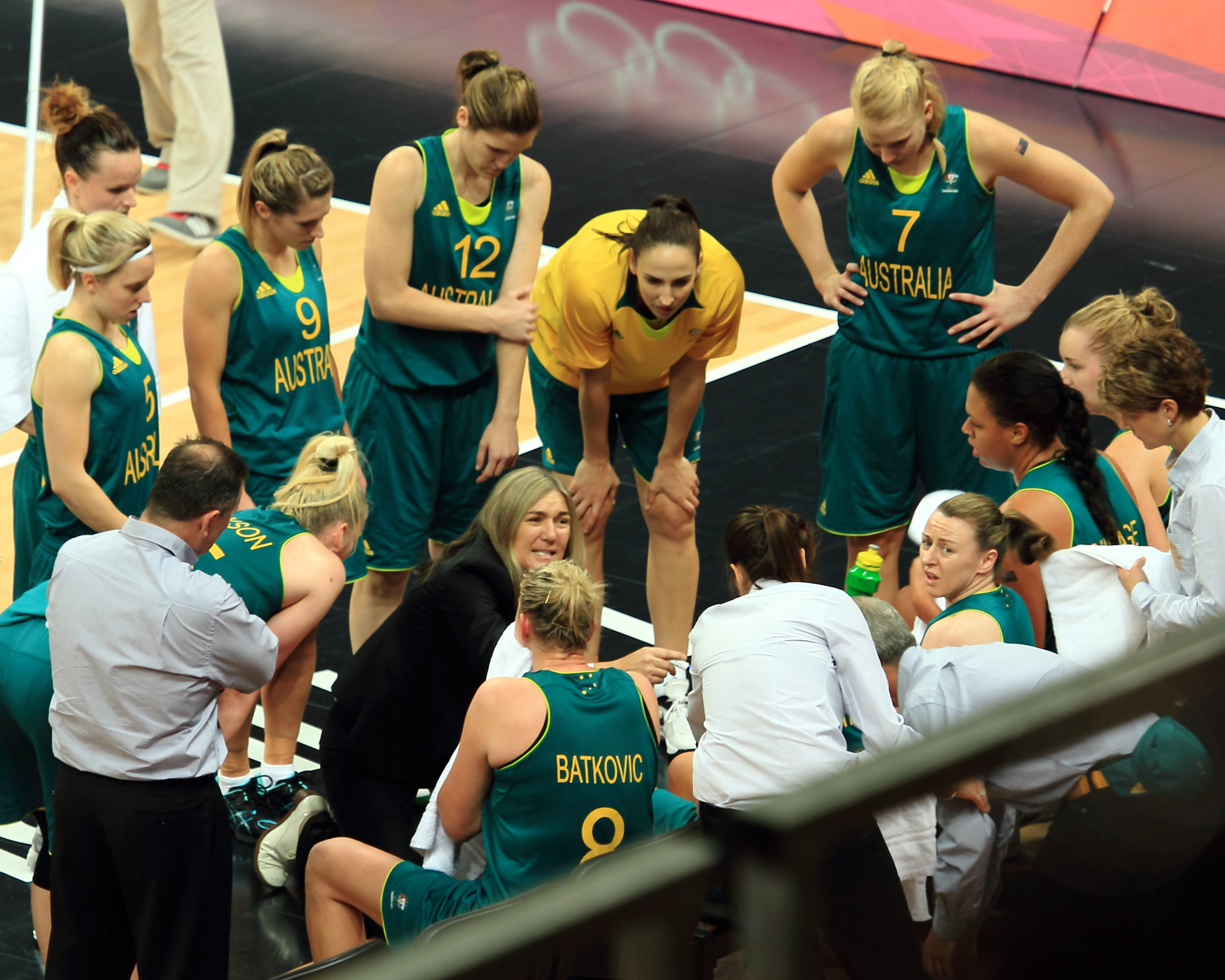
Australijki – zdobywczynie brązowego medalu w koszykówce kobiet

| Mężczyźni | Złote | Srebrne | Brązowe |
| Mężczyźni | Stany ZjednoczoneTyson Chandler Kevin Durant LeBron James Russell Westbrook Deron Williams Andre Iguodala Kobe Bryant Kevin Love James Harden Chris Paul Anthony Davis Carmelo Anthony | HiszpaniaPau Gasol Rudy Fernández Sergio Rodríguez Juan Carlos Navarro José Calderón Felipe Reyes Víctor Claver Fernando San Emeterio Sergio Llull Marc Gasol Serge Ibaka Víctor Sada | RosjaAleksiej Szwied Timofiej Mozgow Siergiej Karasiow Witalij Fridzon Aleksandr Kaun Jewgienij Woronow Wiktor Chriapa Siemion Antonow Siergiej Monia Dmitrij Chwostow Anton Ponkraszow Andriej Kirilenko |

| Kobiety | Złote | Srebrne | Brązowe |
| Kobiety | Stany ZjednoczoneLindsay Whalen Seimone Augustus Sue Bird Maya Moore Angel McCoughtry Asjha Jones Tamika Catchings Swin Cash Diana Taurasi Sylvia Fowles Tina Charles Candace Parker | FrancjaIsabelle Yacoubou Endéné Miyem Clémence Beikes Sandrine Gruda Edwige Lawson-Wade Céline Dumerc Florence Lepron Émilie Gomis Marion Laborde Élodie Godin Emmeline Ndongue Jennifer Digbeu | AustraliaJenna O’Hea Samantha Richards Jenni Screen Abby Bishop Suzy Batkovic-Brown Kathleen MacLeod Kristi Harrower Laura Hodges Belinda Snell Rachel Jarry Elizabeth Cambage Lauren Jackson |

## Lekkoatletyka
| WR – rekord świata \| OR – rekord olimpijski \| NR – rekord kraju \| AR – rekord kontynentu \| AUR – rekord kontynentu do lat 23 (młodzieżowców) |
| WL – najlepszy wynik na listach światowych w sezonie 2012 \| PB – rekord życiowy \| SB – najlepszy wynik w sezonie                               |

### Mężczyźni
| Konkurencja:                              | 1. miejsce                                                                                   | Rezultat         | 2. miejsce | Rezultat       | 3. miejsce                                                                              | Rezultat     |
| Bieg na 100 m (szczegóły)                 | Usain Bolt                                                                                   | 9,63 WL OR       | Yohan Blake | 9,75 =PB       | Justin Gatlin                                                                           | 9,79 PB      |
| Bieg na 200 m (szczegóły)                 | Usain Bolt                                                                                   | 19,32 WL         | Yohan Blake | 19,44 SB       | Warren Weir                                                                             | 19,84 PB     |
| Bieg na 400 m (szczegóły)                 | Kirani James                                                                                 | 43,94 WL NR      | Luguelín Santos | 44,46          | Lalonde Gordon                                                                          | 44,52 PB     |
| Bieg na 800 m (szczegóły)                 | David Rudisha                                                                                | 1:40,91 WR       | Nijel Amos | 1:41,73 WJR NR | Timothy Kitum                                                                           | 1:42,53 PB   |
| Bieg na 1500 m (szczegóły)                | Taoufik Makhloufi                                                                            | 3:34,08          | Leonel Manzano | 3:34,79 SB     | Abdalaati Iguider                                                                       | 3:35,13      |
| Bieg na 5000 m (szczegóły)                | Mohamed Farah                                                                                | 13:41,66         | Dejen Gebremeskel | 13:41,98       | Thomas Pkemei Longosiwa                                                                 | 13:42,36     |
| Bieg na 10 000 m (szczegóły)              | Mohamed Farah                                                                                | 27:30,42         | Galen Rupp | 27:30,90       | Tariku Bekele                                                                           | 27:31,43     |
| Maraton (szczegóły)                       | Stephen Kiprotich                                                                            | 2:08:01          | Abel Kirui | 2:08:27        | Wilson Kipsang Kiprotich                                                                | 2:09:37      |
| Bieg na 3000 m z przeszkodami (szczegóły) | Ezekiel Kemboi                                                                               | 8:18,56          | Mahiedine Mekhissi-Benabbad                                                                                             | 8:19,08        | Abel Kiprop Mutai                                                                       | 8:19,73      |
| Bieg na 110 m przez płotki (szczegóły)    | Aries Merritt                                                                                | 12,92 WL PB      | Jason Richardson | 13,04          | Hansle Parchment                                                                        | 13,12 NR     |
| Bieg na 400 m przez płotki (szczegóły)    | Félix Sánchez                                                                                | 47,63 WL         | Michael Tinsley | 47,91 PB       | Javier Culson                                                                           | 48,10        |
| Sztafeta 4 × 100 m (szczegóły)            | Jamajka · Nesta Carter · Michael Frater · Yohan Blake · Usain Bolt · Kemar Bailey-Cole (el.) | 36,84 WR         | Stany Zjednoczone · Trell Kimmons · Justin Gatlin · Tyson Gay · Ryan Bailey · Darvis Patton (el.) · Jeffery Demps (el.) | 37,04 NR       | Trynidad i Tobago · Keston Bledman · Marc Burns · Emmanuel Callender · Richard Thompson | 38,12        |
| Sztafeta 4 × 400 m (szczegóły)            | Bahamy · Chris Brown · Demetrius Pinder · Michael Mathieu · Ramon Miller                     | 2:56,72 WL NR    | Stany Zjednoczone · Bryshon Nellum · Joshua Mance · Tony McQuay · Angelo Taylor · Manteo Mitchell (el.)                 | 2:57,05 SB     | Trynidad i Tobago · Lalonde Gordon · Jarrin Solomon · Ade Alleyne-Forte · Deon Lendore  | 2:59,40 NR   |
| Chód na 20 km (szczegóły)                 | Chen Ding                                                                                    | 1:18:46 OR       | Erick Barrondo | 1:18:57        | Wang Zhen                                                                               | 1:19:25      |
| Chód na 50 km (szczegóły)                 | Siergiej Kirdiapkin                                                                          | 3:35:59 WL OR PB | Jared Tallent | 3:36:53 PB     | Si Tianfeng                                                                             | 3:37:16 PB   |
| Skok wzwyż (szczegóły)                    | Iwan Uchow                                                                                   | 2,38             | Erik Kynard | 2,33           | Derek Drouin Robert Grabarz Mutazz Isa Barszim                                          | 2,29         |
| Skok o tyczce (szczegóły)                 | Renaud Lavillenie                                                                            | 5,97 OR          | Björn Otto | 5,91           | Raphael Holzdeppe                                                                       | 5,91 PB      |
| Skok w dal (szczegóły)                    | Greg Rutherford                                                                              | 8,31             | Mitchell Watt | 8,16           | Will Claye                                                                              | 8,12         |
| Trójskok (trójskok)                       | Christian Taylor                                                                             | 17,81 WL         | Will Claye | 17,62 PB       | Fabrizio Donato                                                                         | 17,48        |
| Pchnięcie kulą (szczegóły)                | Tomasz Majewski                                                                              | 21,89 SB         | David Storl | 21,86 AUR PB   | Reese Hoffa                                                                             | 21,23        |
| Rzut dyskiem (szczegóły)                  | Robert Harting                                                                               | 68,27            | Ehsan Hadadi | 68,18          | Gerd Kanter                                                                             | 68,03 SB     |
| Rzut młotem (szczegóły)                   | Krisztián Pars                                                                               | 80,59            | Primož Kozmus | 79,36 SB       | Kōji Murofushi                                                                          | 78,71 SB     |
| Rzut oszczepem (szczegóły)                | Keshorn Walcott                                                                              | 84,58 NR AJR     | Ołeksandr Pjatnycia | 84,51          | Antti Ruuskanen                                                                         | 84,12        |
| Dziesięciobój (szczegóły)                 | Ashton Eaton                                                                                 | 8869 pkt.        | Trey Hardee | 8671 pkt. SB   | Leonel Suárez                                                                           | 8523 pkt. SB |

### Kobiety
| Konkurencja:                              | 1. miejsce | Rezultat       | 2. miejsce | Rezultat     | 3. miejsce | Rezultat    |
| Bieg na 100 m (szczegóły)                 | Shelly-Ann Fraser-Pryce | 10,75          | Carmelita Jeter | 10,78 SB     | Veronica Campbell-Brown                                                                                       | 10,81 SB    |
| Bieg na 200 m (szczegóły)                 | Allyson Felix | 21,88          | Shelly-Ann Fraser-Pryce | 22,09 PB     | Carmelita Jeter                                                                                               | 22,14       |
| Bieg na 400 m (szczegóły)                 | Sanya Richards-Ross | 49,55          | Christine Ohuruogu | 49,70 SB     | Deedee Trotter                                                                                                | 49,72 SB    |
| Bieg na 800 m (szczegóły)                 | Marija Sawinowa | 1:56,19 WL     | Caster Semenya | 1:57,23 SB   | Jekatierina Poistogowa                                                                                        | 1:57,53 PB  |
| Bieg na 1500 m (szczegóły)                | Aslı Çakır Alptekin | 4:10,23        | Gamze Bulut | 4:10,40      | Maryam Yusuf Jamal                                                                                            | 4:10,74     |
| Bieg na 5000 m (szczegóły)                | Meseret Defar | 15:04,25       | Vivian Cheruiyot | 15:04,73     | Tirunesh Dibaba                                                                                               | 15:05,15    |
| Bieg na 10 000 m (szczegóły)              | Tirunesh Dibaba | 30:20,75 WL SB | Sally Kipyego | 30:26,27 PB  | Vivian Cheruiyot                                                                                              | 30:30,44 PB |
| Maraton (szczegóły)                       | Tiki Gelana | 2:23:07 OR     | Priscah Jeptoo | 2:23:12      | Tatjana Pietrowa                                                                                              | 2:23:29 PB  |
| Bieg na 3000 m z przeszkodami (szczegóły) | Julija Zaripowa | 9:06,72 WL PB  | Habiba Ghribi | 9:08,37 NR   | Sofia Assefa                                                                                                  | 9:09,84     |
| Bieg na 100 m przez płotki (szczegóły)    | Sally Pearson | 12,35 WL OR    | Dawn Harper | 12,37 PB     | Kellie Wells                                                                                                  | 12,48 PB    |
| Bieg na 400 m przez płotki (szczegóły)    | Natalja Antiuch | 52,70 WL PB    | Lashinda Demus | 52,77 SB     | Zuzana Hejnová                                                                                                | 53,38 SB    |
| Sztafeta 4 × 100 m (szczegóły)            | Stany Zjednoczone · Tianna Madison · Allyson Felix · Bianca Knight · Carmelita Jeter · Jeneba Tarmoh (el.) · Lauryn Williams (el.)      | 40,82 WR       | Jamajka · Shelly-Ann Fraser-Pryce · Sherone Simpson · Veronica Campbell-Brown · Kerron Stewart · Samantha Henry-Robinson (el.) · Schillonie Calvert (el.) | 41,41 NR     | Ukraina · Ołesia Powch · Chrystyna Stuj · Marija Riemień · Jelizaweta Bryzhina                                | 42,04 NR    |
| Sztafeta 4 × 400 m (szczegóły)            | Stany Zjednoczone · DeeDee Trotter · Allyson Felix · Francena McCorory · Sanya Richards-Ross · Keshia Baker (el.) · Diamond Dixon (el.) | 3:16,87 WL     | Rosja · Julija Guszczina · Antonina Kriwoszapka · Tatjana Firowa · Natalja Antiuch · Natalja Nazarowa (el.) · Anastasija Kapaczinska (el.)                | 3:20,23 SB   | Jamajka · Christine Day · Rosemarie Whyte · Shericka Williams · Novlene Williams-Mills · Shereefa Lloyd (el.) | 3:20,95 SB  |
| Chód na 20 km (szczegóły)                 | Jelena Łaszmanowa | 1:25:02 WR     | Olga Kaniskina | 1:25:09 PB   | Qieyang Shenjie                                                                                               | 1:25:16 AR  |
| Skok wzwyż (szczegóły)                    | Anna Cziczerowa | 2,05 WL        | Brigetta Barrett | 2,03 PB      | Swietłana Szkolina                                                                                            | 2,03 PB     |
| Skok o tyczce (szczegóły)                 | Jennifer Suhr | 4,75           | Yarisley Silva | 4,75 =NR     | Jelena Isinbajewa                                                                                             | 4,70        |
| Skok w dal (szczegóły)                    | Brittney Reese | 7,12           | Jelena Sokołowa | 7,07 PB      | Janay DeLoach                                                                                                 | 6,89        |
| Trójskok (trójskok)                       | Olga Rypakowa | 14,98 SB       | Caterine Ibargüen | 14,80        | Olha Saładucha                                                                                                | 14,79       |
| Pchnięcie kulą (szczegóły)                | Valerie Adams | 20,70          | Jewgienija Kołodko | 20,48 PB     | Gong Lijiao                                                                                                   | 20,22 SB    |
| Rzut dyskiem (szczegóły)                  | Sandra Perković | 69,11 NR       | Darja Piszczalnikowa | 67,56        | Li Yanfeng | 67,22       |
| Rzut młotem (szczegóły)                   | Anita Włodarczyk | 77,60 OR, SB   | Betty Heidler | 77,13        | Zhang Wenxiu                                                                                                  | 76,34       |
| Rzut oszczepem (szczegóły)                | Barbora Špotáková | 69,55 WL       | Christina Obergföll | 65,16        | Linda Stahl                                                                                                   | 64,91 SB    |
| Siedmiobój (szczegóły)                    | Jessica Ennis | 6955 pkt. NR   | Lilli Schwarzkopf | 6649 pkt. PB | Tatjana Czernowa                                                                                              | 6628 pkt.   |

## Łucznictwo

### Kobiety
| Konkurencja   | Złoto                                                       | Srebro                                     | Brąz                                                 |
| Indywidualnie | Ki Bo-bae (KOR)                                             | Aída Román (MEX)                           | Mariana Avitia (MEX)                                 |
| Drużynowo     | Korea Południowa · Lee Sung-jin · Ki Bo-bae · Choi Hyeon-ju | Chiny · Fang Yuting · Cheng Ming · Xu Jing | Japonia · Kaori Kawanaka · Ren Hayakawa · Miki Kanie |

### Mężczyźni
| Konkurencja   | Złoto                                                       | Srebro                                                          | Brąz                                                        |
| Indywidualnie | Oh Jin-hyek (KOR)                                           | Takaharu Furukawa (JPN)                                         | Dai Xiaoxiang (CHN)                                         |
| Drużynowo     | Włochy · Michele Frangilli · Marco Galiazzo · Mauro Nespoli | Stany Zjednoczone · Brady Ellison · Jake Kaminski · Jacob Wukie | Korea Południowa · Im Dong-hyun · Kim Bub-min · Oh Jin-hyek |

## Pięciobój nowoczesny
| Konkurencja | Złoto              | Srebro          | Brąz         |
| Kobiety     | Laura Asadauskaitė | Samantha Murray | Yane Marques |
| Mężczyźni   | David Svoboda      | Cao Zhongrong   | Ádám Marosi  |

## Piłka nożna
| Mężczyźni | Złote | Srebrne | Brązowe |
| Mężczyźni | Meksyk · José Corona (kapitan) · Israel Jiménez · Carlos Salcido · Hiram Mier · Dárvin Chávez · Héctor Herrera · Javier Cortés · Marco Fabián · Oribe Peralta · Giovani dos Santos · Javier Aquino · Raúl Jiménez · Diego Reyes · Jorge Enríquez · Néstor Vidrio · Miguel Ponce · Néstor Araujo · José Antonio Rodríguez | Brazylia · Gabriel · Rafael da Silva · Thiago Silva (kapitan) · Juan Jesus · Sandro · Marcelo · Lucas · Rômulo · Leandro Damião · Oscar · Neymar · Hulk · Bruno Uvini · Danilo · Alex Sandro · Ganso · Alexandre Pato · Neto | Korea Południowa · Jung Sung-ryong · Oh Jae-suk · Yun Suk-young · Kim Young-gwon · Kim Kee-hee · Ki Sung-yong · Kim Bo-kyung · Baek Sung-dong · Ji Dong-won · Park Chu-young · Nam Tae-hee · Hwang Seok-ho · Koo Ja-cheol (kapitan) · Kim Chang-soo · Park Jong-woo · Jung Woo-young · Kim Hyun-sung · Lee Bum-young |

| Kobiety | Złote | Srebrne | Brązowe |
| Kobiety | Stany Zjednoczone · Hope Solo · Heather Mitts · Christie Rampone (kapitan) · Becky Sauerbrunn · Kelley O’Hara · Amy LePeilbet · Shannon Boxx · Amy Rodriguez · Heather O’Reilly · Carli Lloyd · Sydney Leroux · Lauren Cheney · Alex Morgan · Abby Wambach · Megan Rapinoe · Rachel Buehler · Tobin Heath · Nicole Barnhart | Japonia · Miho Fukumoto · Yukari Kinga · Azusa Iwashimizu · Saki Kumagai · Aya Sameshima · Mizuho Sakaguchi · Kozue Ando · Aya Miyama (kapitan) · Nahomi Kawasumi · Homare Sawa · Shinobu Ōno · Kyoko Yano · Karina Maruyama · Asuna Tanaka · Megumi Takase · Mana Iwabuchi · Yūki Ōgimi · Ayumi Kaihori | Kanada · Karina LeBlanc · Chelsea Stewart · Carmelina Moscato · Robyn Gayle · Kaylyn Kyle · Rhian Wilkinson · Diana Matheson · Candace Chapman · Lauren Sesselmann · Desiree Scott · Christine Sinclair (kapitan) · Sophie Schmidt · Melissa Tancredi · Kelly Parker · Jonelle Filigno · Brittany Timko · Erin McLeod · Marie-Eve Nault |

## Piłka ręczna

### Mężczyźni
| Złoto | Srebro | Brąz |
| FrancjaJérôme Fernandez Didier Dinart Xavier Barachet Guillaume Gille Bertrand Gille Daniel Narcisse Guillaume Joli Samuel Honrubia Daouda Karaboué Nikola Karabatić Thierry Omeyer William Accambray Luc Abalo Cédric Sorhaindo Michaël Guigou | SzwecjaMattias Andersson Mattias Gustafsson Kim Andersson Jonas Källman Magnus Jernemyr Niclas Ekberg Dalibor Doder Jonas Larholm Tobias Karlsson Johan Jakobsson Johan Sjöstrand Fredrik Petersen Kim Ekdahl Du Rietz Mattias Zakrisson Andreas Nilsson | ChorwacjaVenio Losert Ivano Balić Domagoj Duvnjak Blaženko Lacković Marko Kopljar Igor Vori Jakov Gojun Zlatko Horvat Drago Vuković Damir Bičanić Denis Buntić Mirko Alilović Manuel Štrlek Ivan Čupić Ivan Ninčević |

### Kobiety
| Złoto | Srebro | Brąz |
| NorwegiaKari Aalvik Grimsbø Ida Alstad Heidi Løke Tonje Nøstvold Karoline Dyhre Breivang Kristine Lunde-Borgersen Kari Mette Johansen Marit Malm Frafjord Linn Jørum Sulland Katrine Lunde Haraldsen Linn-Kristin Riegelhuth Koren Gøril Snorroeggen Amanda Kurtović Camilla Herrem | CzarnogóraMarina Vukčević Radmila Miljanić Jovanka Radičević Ana Đokić Marija Jovanović Ana Radović Anđela Bulatović Sonja Barjaktarović Maja Savić Bojana Popović Suzana Lazović Katarina Bulatović Majda Mehmedović Milena Knežević | HiszpaniaMarta López Andrea Barnó Carmen Martín Nely Alberto Beatriz Fernández Verónica Cuadrado Marta Mangué Macarena Aguilar Silvia Navarro Jessica Alonso Elisabeth Pinedo Begoña Fernández Vanessa Amorós Patricia Elorza Mihaela Ciobanu |

## Piłka wodna

### Mężczyźni
| Złoto | Srebro | Brąz |
| ChorwacjaJosip Pavić Damir Burić Miho Bošković Nikša Dobud Maro Joković Ivan Buljubašić Petar Muslim Andro Bušlje Sandro Sukno Samir Barać Igor Hinić Paulo Obradović Frano Vićan | WłochyStefano Tempesti Amaurys Pérez Niccolò Gitto Pietro Figlioli Alex Giorgetti Maurizio Felugo Massimo Giacoppo Valentino Gallo Christian Presciutti Deni Fiorentini Matteo Aicardi Danijel Premuš Giacomo Pastorino | SerbiaSlobodan Soro Aleksa Šaponjić Živko Gocić Ganja Udovičić Dušan Mandić Duško Pijetlović Slobodan Nikić Milan Aleksić Nikola Rađen Filip Filipović Andrija Prlainović Stefan Mitrović Gojko Pijetlović |

### Kobiety
| Złoto | Srebro | Brąz |
| Stany ZjednoczoneTumuaialii Anae Kami Craig Annika Dries Kelly Rulon Elsie Windes Jessica Steffens Courtney Mathewson Maggie Steffens Lauren Wenger Brenda Villa Melissa Seidemann Elizabeth Armstrong Heather Petri | HiszpaniaLaura Ester Marta Bach Anna Espar Roser Tarragó Matilde Ortiz Jennifer Pareja Lorena Miranda María del Pilar Peña Andrea Blas Ona Meseguer María García Godoy Laura López Ana Copado | AustraliaVictoria Brown Gemma Beadsworth Sophie Smith Holly Lincoln-Smith Jane Moran Bronwen Knox Rowena Webster Kate Gynther Glencora Ralph Ashleigh Southern Melissa Rippon Nicola Zagame Alicia McCormack |

## Pływanie

### Basen

#### Mężczyźni
| Konkurencja:                   | Złoto: | Czas     | Srebro: | Czas     | Brąz: | Czas     |
| Styl dowolny                   | |          | |          | |          |
| 50 m (szczegóły)               | Florent Manaudou | 21.34    | Cullen Jones | 21.54    | César Cielo | 21.59    |
| 100 m (szczegóły)              | Nathan Adrian | 47.52    | James Magnussen | 47.53    | Brent Hayden | 47.80    |
| 200 m (szczegóły)              | Yannick Agnel | 1:43.14  | Park Tae-hwan Sun Yang | 1:44.93  | [ a ] | [ a ]    |
| 400 m (szczegóły)              | Sun Yang | 3:40.14  | Park Tae-hwan | 3:42.06  | Peter Vanderkaay | 3:44.69  |
| 1500 m (szczegóły)             | Sun Yang | 14:31.02 | Ryan Cochrane | 14:39.63 | Oussama Mellouli | 14:40.31 |
| Styl grzbietowy                | |          | |          | |          |
| 100 m (szczegóły)              | Matthew Grevers | 52.16    | Nick Thoman | 52.92    | Ryōsuke Irie | 52.97    |
| 200 m (szczegóły)              | Tyler Clary | 1:53.41  | Ryōsuke Irie | 1:53.78  | Ryan Lochte | 1:53.94  |
| Styl klasyczny                 | |          | |          | |          |
| 100 m (szczegóły)              | Cameron van der Burgh | 58.46    | Christian Sprenger | 58.93    | Brendan Hansen | 59.49    |
| 200 m (szczegóły)              | Dániel Gyurta | 2:07.28  | Michael Jamieson | 2:07.43  | Ryō Tateishi | 2:08.29  |
| Styl motylkowy                 | |          | |          | |          |
| 100 m (szczegóły)              | Michael Phelps | 51.21    | Chad le Clos Jewgienij Korotyszkin | 51.44    | [ a ] | [ a ]    |
| 200 m (szczegóły)              | Chad le Clos | 1:52.96  | Michael Phelps | 1:53.01  | Takeshi Matsuda | 1:53.21  |
| Styl zmienny                   | |          | |          | |          |
| 200 m (szczegóły)              | Michael Phelps | 1:54.27  | Ryan Lochte | 1:54.90  | László Cseh | 1:56.22  |
| 400 m (szczegóły)              | Ryan Lochte | 4:05.18  | Thiago Pereira | 4:08.86  | Kōsuke Hagino | 4:08.94  |
| Sztafety                       | |          | |          | |          |
| 4 × 100 m dowolnym (szczegóły) | Francja · Amaury Leveaux, Fabien Gilot, · Clément Lefert, Yannick Agnel, · Alain Bernard, Jérémy Stravius                                     | 3:09.93  | Stany Zjednoczone · Nathan Adrian, Michael Phelps, · Cullen Jones, Ryan Lochte, · James Feigen, Matthew Grevers, · Ricky Berens, Jason Lezak | 3:10.38  | Rosja · Andriej Grieczin, Nikita Łobincew, · Władimir Morozow, Daniła Izotow, · Jewgienij Łagunow, Siergiej Fiesikow | 3:11.41  |
| 4 × 200 m dowolnym (szczegóły) | Stany Zjednoczone · Ryan Lochte, Conor Dwyer, · Ricky Berens, Michael Phelps, · Charlie Houchin, Matthew McLean, · Davis Tarwater             | 6:59.70  | Francja · Amaury Leveaux, Grégory Mallet, · Clément Lefert, Yannick Agnel, · Jérémy Stravius                                                 | 7:02.77  | Chiny · Hao Yun, Li Yunqi, · Jiang Haiqi, Sun Yang, · Lü Zhiwu, Dai Jun                                              | 7:06.30  |
| 4 × 100 m zmiennym (szczegóły) | Stany Zjednoczone · Matthew Grevers, Brendan Hansen · Michael Phelps, Nathan Adrian · Nick Thoman, Eric Shanteau · Tyler McGill, Cullen Jones | 3:29.35  | Japonia · Ryōsuke Irie, Kōsuke Kitajima · Takeshi Matsuda, Takurō Fujii                                                                      | 3:31.26  | Australia · Hayden Stoeckel, Christian Sprenger · Matt Targett, James Magnussen · Brenton Rickard, Tommaso D’Orsogna | 3:31.58  |

#### Kobiety
| Konkurencja:                   | Złoto: | Czas    | Srebro: | Czas    | Brąz:                                                                                    | Czas    |
| Styl dowolny                   | |         | |         |                                                                                          |         |
| 50 m (szczegóły)               | Ranomi Kromowidjojo | 24.05   | Alaksandra Hierasimienia                                                                                          | 24.28   | Marleen Veldhuis                                                                         | 24.39   |
| 100 m (szczegóły)              | Ranomi Kromowidjojo | 53.00   | Alaksandra Hierasimienia                                                                                          | 53.38   | Tang Yi                                                                                  | 53.44   |
| 200 m (szczegóły)              | Allison Schmitt | 1:53.61 | Camille Muffat | 1:55.58 | Bronte Barratt                                                                           | 1:55.81 |
| 400 m (szczegóły)              | Camille Muffat | 4:01.45 | Allison Schmitt                                                                                                   | 4:01.77 | Rebecca Adlington                                                                        | 4:03.01 |
| 800 m (szczegóły)              | Katie Ledecky | 8:14.63 | Mireia Belmonte                                                                                                   | 8:18.76 | Rebecca Adlington                                                                        | 8:20.32 |
| Styl grzbietowy                | |         | |         |                                                                                          |         |
| 100 m (szczegóły)              | Melissa Franklin | 58.33   | Emily Seebohm | 58.68   | Aya Terakawa                                                                             | 58.83   |
| 200 m (szczegóły)              | Melissa Franklin | 2:04.06 | Anastasija Zujewa                                                                                                 | 2:05.92 | Elizabeth Beisel                                                                         | 2:06.55 |
| Styl klasyczny                 | |         | |         |                                                                                          |         |
| 100 m (szczegóły)              | Rūta Meilutytė | 1:05.47 | Rebecca Soni | 1:05.55 | Satomi Suzuki                                                                            | 1:06.46 |
| 200 m (szczegóły)              | Rebecca Soni | 2:19.59 | Satomi Suzuki | 2:20.72 | Julija Jefimowa                                                                          | 2:20.92 |
| Styl motylkowy                 | |         | |         |                                                                                          |         |
| 100 m (szczegóły)              | Dana Vollmer | 55.98   | Lu Ying | 56.87   | Alicia Coutts                                                                            | 56.94   |
| 200 m (szczegóły)              | Jiao Liuyang | 2:04.06 | Mireia Belmonte                                                                                                   | 2:05.25 | Natsumi Hoshi                                                                            | 2:05.48 |
| Styl zmienny                   | |         | |         |                                                                                          |         |
| 200 m (szczegóły)              | Ye Shiwen | 2:07.57 | Alicia Coutts | 2:08.15 | Caitlin Leverenz                                                                         | 2:08.95 |
| 400 m (szczegóły)              | Ye Shiwen | 4:28.43 | Elizabeth Beisel                                                                                                  | 4:31.27 | Li Xuanxu                                                                                | 4:32.91 |
| Sztafety                       | |         | |         |                                                                                          |         |
| 4 × 100 m dowolnym (szczegóły) | Australia · A. Coutts, C. Campbell, · B. Elmslie, M. Schlanger, · E. Seebohm, Y. Kukla, · L. Trickett                                              | 3:33.15 | Holandia · I. Dekker, M. Veldhuis, · F. Heemskerk, R. Kromowidjojo, · H. Schreuder                                | 3:33.79 | Stany Zjednoczone · M. Franklin, J. Hardy, · L. Neal, A. Schmitt, · A. Weir, N. Coughlin | 3:34.24 |
| 4 × 200 m dowolnym (szczegóły) | Stany Zjednoczone · M. Franklin, D. Vollmer, · S. Vreeland, A. Schmitt, · L. Perdue, A. Anderson                                                   | 7:42.92 | Australia · B. Barratt, M. Schlanger, · K. Palmer, A. Coutts, · B. Elmslie, A. Bainbridge, · J. Neilsen, B. Evans | 7:44.41 | Francja · C. Muffat, Ch. Bonnet, · O.-C. Etienne, C. Balmy, · M. Farrell, M. Lazare      | 7:47.49 |
| 4 × 100 m zmiennym (szczegóły) | Stany Zjednoczone · Melissa Franklin, Rebecca Soni · Dana Vollmer, Allison Schmitt · Rachel Bootsma, Breeja Larson · Claire Donahue, Jessica Hardy | 3:52.05 | Australia · Emily Seebohm, Leisel Jones · Alicia Coutts, Melanie Schlanger · Brittany Elmslie                     | 3:54.02 | Japonia · Aya Terakawa, Satomi Suzuki · Yuka Katō, Haruka Ueda                           | 3:55.73 |

### Otwarty akwen

#### Mężczyźni
| Konkurencja:      | Złoto:           | Czas      | Srebro:     | Czas      | Brąz:              | Czas      |
| 10 km (szczegóły) | Oussama Mellouli | 1:49:55.1 | Thomas Lurz | 1:49:58.5 | Richard Weinberger | 1:50:00.3 |

#### Kobiety
| Konkurencja:      | Złoto:      | Czas      | Srebro:        | Czas      | Brąz:            | Czas      |
| 10 km (szczegóły) | Éva Risztov | 1:57:38.2 | Haley Anderson | 1:57.38.6 | Martina Grimaldi | 1:57.41.8 |

### Pływanie synchroniczne
| Konkurencja:        | Złoto: | Rezultat | Srebro: | Rezultat | Brąz: | Rezultat |
| Duety (szczegóły)   | Swietłana Romaszyna Natalja Iszczenko (RUS) | 197.100  | Andrea Fuentes Ona Carbonell (ESP)                                                                                          | 192.900  | Liu Ou Huang Xuechen (CHN) | 192.870  |
| Drużyny (szczegóły) | Rosja · Anastasija Dawydowa · Marija Gromowa · Natalja Iszczenko · Elwira Chasianowa · Darja Korobowa · Aleksandra Packiewicz · Swietłana Romaszyna · Ałła Szyszkina · Anżelika Timanina | 197.030  | Chiny · Chang Si · Chen Xiaojun · Huang Xuechen · Jiang Tingting · Jiang Wenwen · Liu Ou · Luo Qian · Sun Wenyan · Wu Yiwen | 194.010  | Hiszpania · Clara Basiana · Alba Cabello · Ona Carbonell · Margalida Crespí · Andrea Fuentes · Thaïs Henríquez · Paula Klamburg · Irene Montrucchio · Laia Pons | 193.120  |

## Podnoszenie ciężarów

### Mężczyźni
| Konkurencja | Złoto             | Wynik  | Srebro               | Wynik  | Brąz                     | Wynik  |
| 56 kg       | Om Yun-chol       | 293 kg | Wu Jingbiao          | 289 kg | Valentin Xristov         | 286 kg |
| 62 kg       | Kim Un-guk        | 327 kg | Óscar Figueroa       | 317 kg | Eko Yuli Irawan          | 317 kg |
| 69 kg       | Lin Qingfeng      | 344 kg | Triyatno             | 333 kg | Răzvan Constantin Martin | 332 kg |
| 77 kg       | Lü Xiaojun        | 379 kg | Lu Haojie            | 360 kg | Iván Cambar Rodríguez    | 349 kg |
| 85 kg       | Adrian Zieliński  | 385 kg | Apti Auchadow        | 385 kg | Kianoush Rostami         | 380 kg |
| 94 kg       | Ilja Iljin        | 418 kg | Aleksandr Iwanow     | 409 kg | Anatolii Cîrîcu          | 407 kg |
| 105 kg      | Ołeksij Torochtij | 412 kg | Navab Nasirshelal    | 411 kg | Bartłomiej Bonk          | 410 kg |
| + 105 kg    | Behdad Salimi     | 455 kg | Sajjad Anoushiravani | 449 kg | Rusłan Ałbiegow          | 448 kg |

### Kobiety
| Konkurencja | Złoto                 | Wynik  | Srebro               | Wynik  | Brąz                  | Wynik  |
| 48 kg       | Wang Mingjuan         | 205 kg | Hiromi Miyake        | 197 kg | Ryang Chun-Hwa        | 192 kg |
| 53 kg       | Zülfija Czinszanło    | 226 kg | Hsu Shu-ching        | 219 kg | Cristina Iovu         | 219 kg |
| 58 kg       | Li Xueying            | 246 kg | Pimsiri Sirikaew     | 236 kg | Julija Kalina         | 232 kg |
| 63 kg       | Majia Maneza          | 245 kg | Swietłana Carukajewa | 237 kg | Christine Girard      | 236 kg |
| 69 kg       | Rim Jong-sim          | 261 kg | Roxana Cocoș         | 256 kg | Maryna Szkiermankowa  | 256 kg |
| 75 kg       | Swietłana Podobiedowa | 291 kg | Natalja Zabołotna    | 291 kg | Iryna Kulesza         | 269 kg |
| + 75 kg     | Zhou Lulu             | 333 kg | Tatjana Kaszyrina    | 332 kg | Hrripsime Churszudian | 294 kg |

## Siatkówka

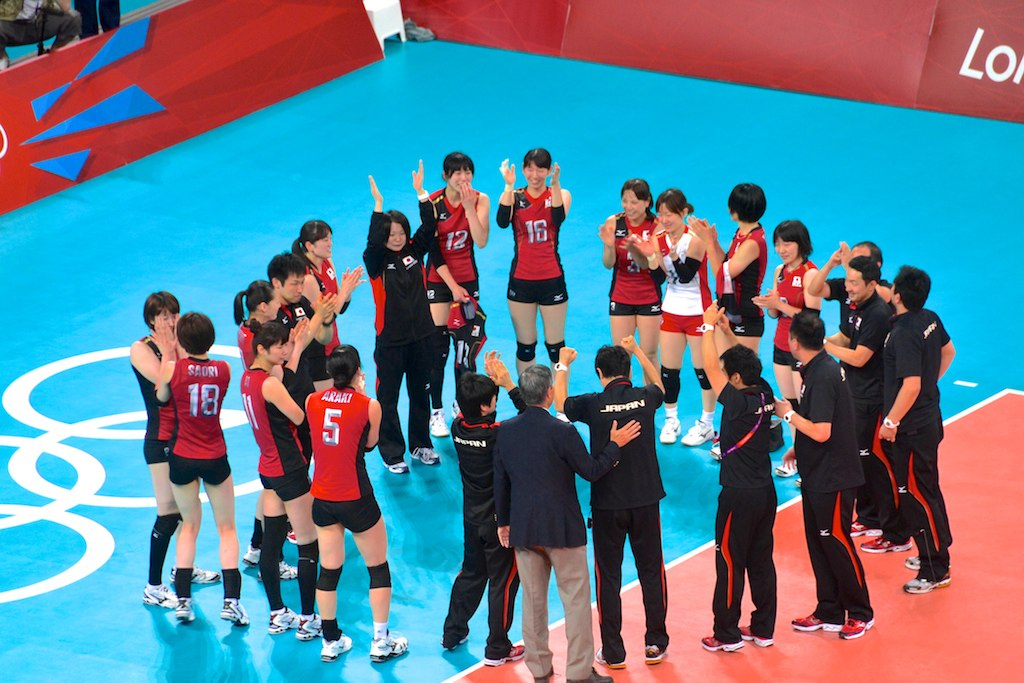
Japonki po zdobyciu brązowego medalu w siatkówce halowej

| Konkurencja       | Konkurencja | złoto | srebro | brąz |
| ----------------- | ----------- | --- | --- | --- |
| Siatkówka halowa  | mężczyźni   | Rosja Nikołaj Apalikow Taras Chtiej Siergiej Grankin Siergiej Tietiuchin Aleksandr Sokołow Jurij Bierieżko Aleksandr But´ko Dmitrij Muserski Dmitrij Iljinych Maksim Michajłow Aleksandr Wołkow Aleksiej Obmoczajew                 | Brazylia Bruno Rezende Wallace de Souza Sidão Leandro Vissotto Giba Murilo Endres Sérgio Thiago Alves Rodrigo Santana Lucas Saatkamp Ricardo Garcia Dante Amaral                                                | Włochy Luigi Mastrangelo Simone Parodi Samuele Papi Michał Łasko Ivan Zaytsev Dante Boninfante Cristian Savani Dragan Travica Alessandro Fei Emanuele Birarelli Andrea Bari Andrea Giovi |
| Siatkówka halowa  | kobiety     | Brazylia Fabiana Claudino Danielle Lins Paula Pequeno Adenizia Ferreira da Silva Thaisa Daher de Menezes Jaqueline Maria Pereira de Carvalho Fernanda Ferreira Tandara Caixeta Natália Pereira Sheila Fabi Fernanda Garay Rodrigues | Stany Zjednoczone Danielle Scott-Arruda Tayyiba Haneef-Park Lindsey Berg Tamari Miyashiro Nicole Davis Jordan Larson Megan Hodge Christa Harmotto Logan Tom Foluke Akinradewo Courtney Thompson Destinee Hooker | Japonia Hitomi Nakamichi Yoshie Takeshita Mai Yamaguchi Erika Araki Kaori Inoue Maiko Kano Yūko Sano Ai Otomo Risa Shinnabe Saori Sakoda Yukiko Ebata Saori Kimura                       |
| Siatkówka plażowa | mężczyźni   | Niemcy · Julius Brink · Jonas Reckermann | Brazylia · Alison Cerutti · Emanuel Rego | Łotwa · Mārtiņš Pļaviņš · Janis Smedins |
| Siatkówka plażowa | kobiety     | Stany Zjednoczone · Misty May-Treanor · Kerri Walsh | Stany Zjednoczone · Jennifer Kessy · April Ross | Brazylia · Juliana Felisberta · Larissa França |

## Skoki do wody

### Kobiety
| Konkurencja                     | Złoto                | Rezultat | Srebro                                       | Rezultat | Brąz                             | Rezultat |
| Trampolina 3 m indywidualnie    | Wu Minxia            | 414.00   | He Zi                                        | 379.20   | Laura Sánchez                    | 362.40   |
| Trampolina 3 m – synchronicznie | He Zi Wu Minxia      | 346.20   | Kelci Bryant Abigail Johnston                | 321.90   | Jennifer Abel Émilie Heymans     | 316.80   |
| Wieża 10 m indywidualnie        | Chen Ruolin          | 422.30   | Brittany Broben                              | 366.50   | Pandelela Rinong Pamg            | 359.20   |
| Wieża 10 m – synchronicznie     | Chen Ruolin Wang Hao | 368.40   | Paola Espinosa Sánchez Alejandra Orozco Loza | 343.32   | Meaghan Benfeito Roseline Filion | 337.62   |

### Mężczyźni
| Konkurencja                     | Złoto                  | Rezultat | Srebro                            | Rezultat | Brąz                          | Rezultat |
| Trampolina 3 m indywidualnie    | Ilja Zacharow          | 555.90   | Qin Kai                           | 541.75   | He Chong                      | 524.15   |
| Trampolina 3 m – synchronicznie | Luo Yutong Qin Kai     | 477.00   | Ilja Zacharow Jewgienij Kuzniecow | 459.63   | Troy Dumais Kristian Ipsen    | 446.70   |
| Wieża 10 m indywidualnie        | David Boudia           | 568.65   | Qiu Bo                            | 566.85   | Tom Daley                     | 556.95   |
| Wieża 10 m – synchronicznie     | Cao Yuan Zhang Yanquan | 486.78   | Iván García Germán Sánchez        | 468.90   | David Boudia Nicholas McCrory | 463.47   |

## Strzelectwo

### Mężczyźni
| Konkurencja                             | Złoto                  | Wynik      | Srebro            | Wynik     | Brąz             | Wynik  |
| Karabin pneumatyczny 10 m               | Alin George Moldoveanu | 702.1      | Niccolò Campriani | 701.5     | Gagan Narang     | 701.1  |
| Karabin małokalibrowy leżąc 50 m        | Siarhiej Martynau      | 705.5 (WR) | Lionel Cox        | 701.2     | Rajmond Debevec  | 701.0  |
| Karabin małokalibrowy trzy postawy 50 m | Niccolò Campriani      | 1278.5     | Kim Jong-hyun     | 1272.5    | Matthew Emmons   | 1271.3 |
| Pistolet pneumatyczny 10 m              | Jin Jong-oh            | 688.2      | Luca Tesconi      | 686.5     | Andrija Zlatić   | 685.2  |
| Pistolet szybkostrzelny 25 m            | Leuris Pupo            | 34         | Vijay Kumar       | 30        | Ding Feng        | 27     |
| Pistolet dowolny 50 m                   | Jin Jong-oh            | 662.0      | Choi Young-rae    | 661.5     | Wang Zhiwei      | 658.6  |
| Trap                                    | Giovanni Cernogoraz    | 146 (=OR)  | Massimo Fabbrizi  | 146 (=OR) | Fehaid Aldeehani | 145    |
| Skeet                                   | Vincent Hancock        | 148 (OR)   | Anders Golding    | 146       | Nasir al-Atijja  | 144    |
| Trap podwójny                           | Peter Wilson           | 188        | Håkan Dahlby      | 186       | Wasilij Mosin    | 185    |

### Kobiety
| Konkurencja                             | Złoto           | Wynik      | Srebro             | Wynik | Brąz            | Wynik |
| Karabin pneumatyczny 10 m               | Yi Siling       | 502.9      | Sylwia Bogacka     | 502.2 | Yu Dan          | 501.5 |
| Karabin małokalibrowy trzy postawy 50 m | Jamie Lynn Gray | 691.9 (OR) | Ivana Maksimović   | 687.5 | Adéla Sýkorová  | 683.0 |
| Pistolet pneumatyczny 10 m              | Guo Wenjun      | 488.1      | Céline Goberville  | 486.6 | Ołena Kostewycz | 486.6 |
| Pistolet sportowy 25 m                  | Kim Jang-mi     | 792.4      | Chen Ying          | 791.4 | Ołena Kostewycz | 788.6 |
| Skeet                                   | Kim Rhode       | 99 (WR)    | Wei Ning           | 91    | Danka Barteková | 90    |
| Trap                                    | Jessica Rossi   | 99 (WR)    | Zuzana Štefečeková | 93    | Delphine Réau   | 93    |

## Szermierka

### Mężczyźni
| Złoto                                                                         | Srebro                                                                                 | Brąz                                                                            |
| Floret indywidualnie                                                          |                                                                                        |                                                                                 |
| Lei Sheng                                                                     | Ala ad-Din Abu al-Kasim                                                                | Choi Byung-chul                                                                 |
| Floret drużynowo                                                              |                                                                                        |                                                                                 |
| Włochy · Valerio Aspromonte · Giorgio Avola · Andrea Baldini · Andrea Cassarà | Japonia · Suguru Awaji · Kenta Chida · Ryō Miyake · Yūki Ōta                           | Niemcy · Sebastian Bachmann · Peter Joppich · Benjamin Kleibrink · André Weßels |
| Szabla indywidualnie                                                          |                                                                                        |                                                                                 |
| Áron Szilágyi                                                                 | Diego Occhiuzzi                                                                        | Nikołaj Kowalow                                                                 |
| Szabla drużynowo                                                              |                                                                                        |                                                                                 |
| Korea Południowa · Gu Bon-gil · Won Woo-young · Kim Jung-hwan · Oh Eun-seok   | Rumunia · Tiberiu Dolniceanu · Rareș Dumitrescu · Alexandru Sirițeanu · Florin Zalomir | Włochy · Aldo Montano · Diego Occhiuzzi · Luigi Samele · Luigi Tarantino        |
| Szpada indywidualnie                                                          |                                                                                        |                                                                                 |
| Rubén Limardo                                                                 | Bartosz Piasecki                                                                       | Jung Jin-sun                                                                    |

### Kobiety
| Złoto                                                                               | Srebro                                                                                    | Brąz                                                                                |
| Floret indywidualnie                                                                |                                                                                           |                                                                                     |
| Elisa Di Francisca                                                                  | Arianna Errigo                                                                            | Valentina Vezzali                                                                   |
| Floret drużynowo                                                                    |                                                                                           |                                                                                     |
| Włochy · Elisa Di Francisca · Arianna Errigo · Ilaria Salvatori · Valentina Vezzali | Rosja · Aida Szanajewa · Łarisa Korobiejnikowa · Inna Dierigłazowa · Kamiłła Gafurzianowa | Korea Południowa · Nam Hyun-hee · Jeon Hee-sook · Jung Gil-ok · Oh Ha-na            |
| Szabla indywidualnie                                                                |                                                                                           |                                                                                     |
| Kim Ji-yeon                                                                         | Sofja Wielika                                                                             | Olha Charłan                                                                        |
| Szpada indywidualnie                                                                |                                                                                           |                                                                                     |
| Jana Szemiakina                                                                     | Britta Heidemann                                                                          | Sun Yujie                                                                           |
| Szpada drużynowo                                                                    |                                                                                           |                                                                                     |
| Chiny · Li Na · Luo Xiaojuan · Sun Yujie · Xu Anqi                                  | Korea Południowa · Shin A-lam · Jung Hyo-jung · Choi In-jeong · Choi Eun-sook             | Stany Zjednoczone · Maya Lawrence · Courtney Hurley · Kelley Hurley · Susie Scanlan |

## Taekwondo

### Mężczyźni
| Konkurencja                         | Złoto                | Srebro                   | Brąz                                    |
| Kategoria do 58 kg (szczegóły)      | Joel González        | Lee Dae-hoon             | Aleksiej Dienisienko Óscar Muñoz Oviedo |
| Kategoria do 68 kg (szczegóły)      | Servet Tazegül       | Mohammad Bagheri Motamed | Terrence Jennings Rohullah Nikpai       |
| Kategoria do 80 kg (szczegóły)      | Sebastián Crismanich | Nicolás García           | Lutalo Muhammad Mauro Sarmiento         |
| Kategoria powyżej 80 kg (szczegóły) | Carlo Molfetta       | Anthony Obame            | Robelis Despaigne Liu Xiaobo            |

### Kobiety
| Konkurencja                         | Złoto            | Srebro               | Brąz                                               |
| Kategoria do 49 kg (szczegóły)      | Wu Jingyu        | Brigitte Yagüe       | Lucija Zaninović Chanatip Sonkham                  |
| Kategoria do 57 kg (szczegóły)      | Jade Jones       | Hou Yuzhuo           | Tseng Li-cheng Marlène Harnois                     |
| Kategoria do 67 kg (szczegóły)      | Hwang Kyung-seon | Nur Tatar            | Paige McPherson Helena Fromm                       |
| Kategoria powyżej 67 kg (szczegóły) | Milica Mandić    | Anne-Caroline Graffe | Anastasija Barysznikowa María del Rosario Espinoza |

## Tenis stołowy
| Konkurencja:                  | Złoto:                                   | Srebro:                                                 | Brąz:                                              |
| Mężczyźni                     |                                          |                                                         |                                                    |
| singel (szczegóły)            | Zhang Jike                               | Wang Hao                                                | Dimitrij Ovtcharov                                 |
| turniej drużynowy (szczegóły) | Chiny Ma Long Zhang Jike Wang Hao        | Korea Południowa Ryu Seung-min Joo Se-hyuk Oh Sang-eun  | Niemcy Timo Boll Dimitrij Ovtcharov Bastian Steger |
| Kobiety                       |                                          |                                                         |                                                    |
| singel (szczegóły)            | Li Xiaoxia                               | Ding Ning                                               | Feng Tianwei                                       |
| turniej drużynowy (szczegóły) | Chiny · Li Xiaoxia · Guo Yue · Ding Ning | Japonia · Ai Fukuhara · Sayaka Hirano · Kasumi Ishikawa | Singapur · Li Jiawei · Wang Yuegu · Feng Tianwei   |

## Tenis ziemny

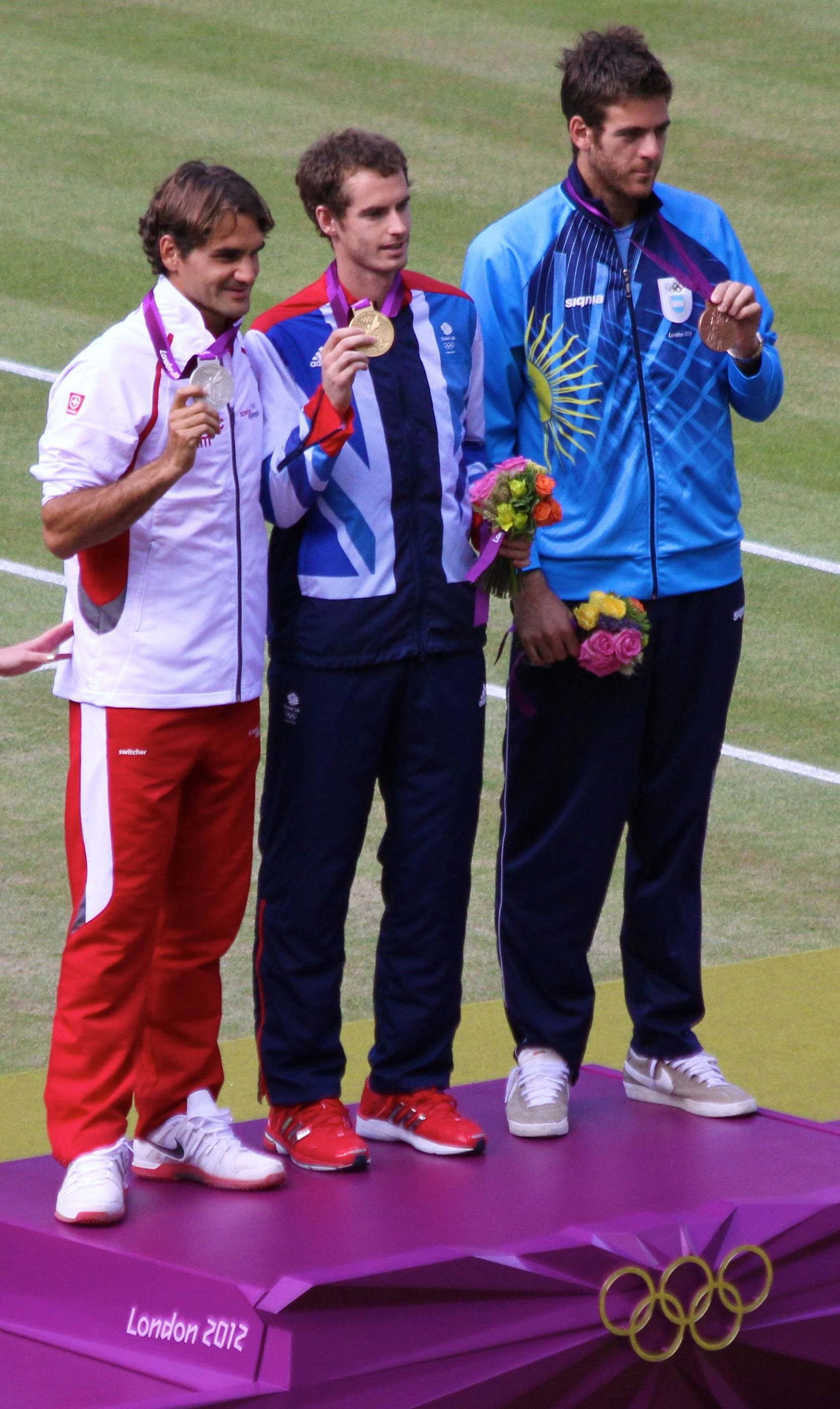
Medaliści gry pojedynczej mężczyzn w tenisie ziemnym

| Konkurencja     | Złoty medal                    | Srebrny medal                     | Brązowy medal                      |
| singel kobiet   | Serena Williams                | Marija Szarapowa                  | Wiktoryja Azaranka                 |
| singel mężczyzn | Andy Murray                    | Roger Federer                     | Juan Martín del Potro              |
| debel kobiet    | Serena Williams Venus Williams | Andrea Hlaváčková Lucie Hradecká  | Marija Kirilenko Nadieżda Pietrowa |
| debel mężczyzn  | Bob Bryan Mike Bryan           | Michaël Llodra Jo-Wilfried Tsonga | Julien Benneteau Richard Gasquet   |
| gra mieszana    | Wiktoryja Azaranka Maks Mirny  | Laura Robson Andy Murray          | Lisa Raymond Mike Bryan            |

## Triathlon
| Konkurencja | Złoto                   | Srebro             | Brąz                    |
| kobiety     | Nicola Spirig (CHE)     | Lisa Nordén (SWE)  | Erin Densham (AUS)      |
| mężczyźni   | Alistair Brownlee (GBR) | Javier Gómez (ESP) | Jonathan Brownlee (GBR) |

## Wioślarstwo

### Mężczyźni
| Konkurencja                              | Złoto | Czas    | Srebro | Czas    | Brąz | Czas    |
| M1x (jedynka)                            | Mahé Drysdale | 6:57.82 | Ondřej Synek | 6:59.37 | Alan Campbell | 7:03.28 |
| M2x (dwójka podwójna)                    | Nowa Zelandia · N. Cohen, J. Sullivan                                                                                          | 6:31.67 | Włochy · A. Sartori, R. Battisti                                                                                      | 6:32.80 | Słowenia · L. Špik, I. Čop | 6:34.35 |
| LM2x (dwójka podwójna wagi lekkiej)      | Dania · M. Rasmussen, R. Hansen                                                                                                | 6:37.13 | Wielka Brytania · Z. Purchase, M. Hunter                                                                              | 6:37.78 | Nowa Zelandia · S. Uru, P. Taylor | 6:40.86 |
| M2- (dwójka bez sternika)                | Nowa Zelandia · E. Murray, H. Bond                                                                                             | 6:16.65 | Francja · G. Chardin, D. Mortelette                                                                                   | 6:21.11 | Wielka Brytania · G. Nash, W. Satch                                                                                                   | 6:21.77 |
| M4x (czwórka podwójna)                   | Niemcy · K. Schulze, Ph. Wende · L. Schoof, T. Grohmann                                                                        | 5:42.48 | Chorwacja · D. Šain, M. Sinković · D. Martin, V. Sinković                                                             | 5:44.78 | Australia · Ch. Morgan, K. Forsterling · J. McRae, D. Noonan                                                                          | 5:45.22 |
| M4- (czwórka bez sternika)               | Wielka Brytania · A. Gregory, P. Reed · T. James, A. Triggs Hodge                                                              | 6:03.97 | Australia · W. Lockwood, J. Chapman · D. Ginn, J. Dunkley-Smith                                                       | 6:05.19 | Stany Zjednoczone · G. Ochal, H. Rummel · C. Cole, S. Gault                                                                           | 6:07.20 |
| LM4- (czwórka bez sternika wagi lekkiej) | Południowa Afryka · J. Thompson, M. Brittain, · J. Smith, S. Ndlovu                                                            | 6:02.84 | Wielka Brytania · P. Chambers, R. Williams, · R. Chambers, Ch. Bartley                                                | 6:03.09 | Dania · K. Winther, M. Jørgensen, · J. Barsøe, E. Ebbesen                                                                             | 6:03.16 |
| M8+ (ósemka)                             | Niemcy · F. Adamski, A. Kuffner, · E. Johannesen, M. Reinelt, · R. Schmidt, L. Müller, · F. Mennigen, K. Wilke, · M. Sauer (S) | 5:48.75 | Kanada · G. Bergen, D. Csima, · R. Gibson, C. McCabe, · M. Howard, A. Byrnes, · J. Brown, W. Crothers, · B. Price (S) | 5:49.98 | Wielka Brytania · A. Partridge, J. Foad, · T. Ransley, R. Egington, · M. Sbihi, G. Searle, · M. Lanridge, C. Louloudis, · P. Hill (S) | 5:51.18 |

### Kobiety
| Konkurencja                         | Złoto | Czas    | Srebro | Czas    | Brąz | Czas    |
| W1x (jedynka)                       | Miroslava Knapková | 7:54.37 | Fie Udby Erichsen | 7.57.72 | Kim Crow | 7:58.04 |
| W2x (dwójka podwójna)               | Wielka Brytania · A. Watkins, K. Grainger                                                                                           | 6:55.82 | Australia · K. Crow, B. Pratley | 6:58.55 | Polska · M. Fularczyk, J. Michalska | 7:07.92 |
| LW2x (dwójka podwójna wagi lekkiej) | Wielka Brytania · K. Copeland, S. Hosking                                                                                           | 7:09.30 | Chiny · Xu D., Huang W. | 7:11.93 | Grecja · C. Jazidzidu, A. Tsiawu | 7:12.09 |
| W2- (dwójka bez sternika)           | Wielka Brytania · H. Glover, H. Stanning                                                                                            | 7:27.13 | Australia · K. Hornsey, S. Tait | 7:29.86 | Nowa Zelandia · J. Haigh, R. Scown | 7:30.19 |
| W4x (czwórka podwójna)              | Ukraina · K. Tarasenko, N. Dowhod´ko · A. Kożenkowa, J. Dementjewa                                                                  | 6:35.93 | Niemcy · A. Thiele, C. Bär · J. Richter, B. Oppelt                                                                                             | 6:38.09 | Stany Zjednoczone · N. Dell, K. Kohler · M. Kalmoe, A. Martelli                                                                                | 6:40.63 |
| W8+ (ósemka)                        | Stany Zjednoczone · E. Cafaro, Z. Francia, · E. Lofgren, T. Ritzel, · M. Musnicki, E. Logan, · C. Lind, C. Davies, · M. Whipple (S) | 6:10.59 | Kanada · J. Hanson, R. Viinberg, · K. Guloien, L. Wilkinson, · N. Mastracci, A. Brzozowicz, · D. Marquardt, A. Morin, · L. Thompson-Willie (S) | 6:12.06 | Holandia · J. Veenhoven, N. Kingma, · Ch. Achtenberg, S. de Groot, · R.R. van Driel, C. Belderbos, · C. Bouw, A. de Haan, · A. Schellekens (S) | 6:13.12 |

## Zapasy

### Mężczyźni

#### Styl klasyczny
| Konkurencja         | Złoto         | Srebro             | Brąz                                  |
| Kategoria do 55 kg  | Hamid Surijan | Rövşən Bayramov    | Péter Módos Mingijan Siemionow        |
| Kategoria do 60 kg  | Omid Nouruzi  | Rewaz Laszchi      | Zaur Kuramagomiedow Ryūtarō Matsumoto |
| Kategoria do 66 kg  | Kim Hyeon-woo | Tamás Lőrincz      | Steeve Guénot Manuczar Cchadaia       |
| Kategoria do 74 kg  | Roman Własow  | Arsen Dżulfalakian | Emin Əhmədov Aleksandr Kazakevič      |
| Kategoria do 84 kg  | Ałan Chugajew | Karam Dżabir       | Danijał Gadżyjew Damian Janikowski    |
| Kategoria do 96 kg  | Ghasem Rezaji | Rustam Totrow      | Jimmy Lidberg Artur Aleksanian        |
| Kategoria do 120 kg | Mijaín López  | Heiki Nabi         | Rıza Kayaalp Johan Eurén              |

#### Styl wolny
| Konkurencja         | Złoto               | Srebro                   | Brąz                               |
| Kategoria do 55 kg  | Dżamał Otarsułtanow | Wladimer Chinczegaszwili | Yang Kyong-il Shin’ichi Yumoto     |
| Kategoria do 60 kg  | Toğrul Əsgərov      | Biesik Kuduchow          | Coleman Scott Yogeshwar Dutt       |
| Kategoria do 66 kg  | Tatsuhiro Yonemitsu | Sushil Kumar             | Akżurek Tanatarow Liván López      |
| Kategoria do 74 kg  | Jordan Burroughs    | Sadegh Gudarzi           | Dienis Cargusz Gábor Hatos         |
| Kategoria do 84 kg  | Şərif Şərifov       | Jaime Yusept Espinal     | Dawit Marsagiszwili Ehsan Laszgari |
| Kategoria do 96 kg  | Jake Varner         | Wałerij Andrijcew        | Giorgi Gogszelidze Xetaq Qazyumov  |
| Kategoria do 120 kg | Artur Taymazov      | Dawit Modzmanaszwili     | Bilał Machow Komejl Ghasemi        |

### Kobiety
| Konkurencja        | Złoto             | Srebro         | Brąz                                    |
| Kategoria do 48 kg | Hitomi Obara      | Mariya Stadnik | Carol Huynh Clarissa Chun               |
| Kategoria do 55 kg | Saori Yoshida     | Tonya Verbeek  | Jackeline Rentería Yuliya Ratkeviç      |
| Kategoria do 63 kg | Kaori Ichō        | Jing Ruixue    | Lubow Wołosowa Sorondzonboldyn Batceceg |
| Kategoria do 72 kg | Natalja Worobjowa | Stanka Złatewa | Giuzel Maniurowa Maider Unda            |

## Żeglarstwo

### Mężczyźni
| Konkurencja:             | Złoto:                                     | Srebro:                                         | Brąz:                                          |
| 470 (szczegóły)          | Australia · Mathew Belcher, Malcolm Page   | Wielka Brytania · Luke Patience, Stuart Bithell | Argentyna · Lucas Calabrese, Juan de la Fuente |
| 49er (szczegóły)         | Australia · Nathan Outteridge, Iain Jensen | Nowa Zelandia · Peter Burling, Blair Tuke       | Dania · Allan Nørregaard, Peter Lang           |
| Finn (szczegóły)         | Ben Ainslie                                | Jonas Høgh-Christensen                          | Jonathan Lobert                                |
| Laser (szczegóły)        | Tom Slingsby                               | Pawlos Kondidis                                 | Rasmus Myrgren                                 |
| Star (szczegóły)         | Szwecja · Fredrik Lööf, Max Salminen       | Wielka Brytania · Iain Percy, Andrew Simpson    | Brazylia · Robert Scheidt, Bruno Prada         |
| Windsurfing: (szczegóły) | Dorian van Rijsselberghe                   | Nick Dempsey                                    | Przemysław Miarczyński                         |

### Kobiety
| Konkurencja:             | Złoto:                                                     | Srebro:                                               | Brąz:                                                    |
| 470 (szczegóły)          | Nowa Zelandia · Jo Aleh, Olivia Powrie                     | Wielka Brytania · Hannah Mills, Saskia Clark          | Holandia · Lisa Westerhof, Lobke Berkhout                |
| Elliott 6m (szczegóły)   | Hiszpania · Támara Echegoyen, Ángela Pumariega, Sofía Toro | Australia · Olivia Price, Nina Curtis, Lucinda Whitty | Finlandia · Silja Lehtinen, Silja Kanerva, Mikaela Wulff |
| Laser Radial (szczegóły) | Xu Lijia                                                   | Marit Bouwmeester                                     | Evi Van Acker                                            |
| Windsurfing: (szczegóły) | Marina Alabau                                              | Tuuli Petäjä                                          | Zofia Noceti-Klepacka                                    |